# Sabah
Sabah (phát âm tiếng Mã Lai: [saˈbah]) là một trong hai bang của Malaysia nằm trên đảo Borneo (cùng với Sarawak). Bang được hưởng một số quyền tự trị trong hành chính, nhập cư và tư pháp khác biệt với các bang tại Malaysia bán đảo. Sabah nằm tại miền bắc đảo Borneo, có biên giới với bang Sarawak về phía tây nam, và giáp với phần đảo Borneo thuộc Indonesia hay còn gọi là Kalimantan về phía nam (tỉnh Bắc Kalimantan), bị chia tách qua biển với Lãnh thổ Liên bang Labuan và Việt Nam ở phía tây và với Philippines về phía bắc và đông. Kota Kinabalu là thành phố thủ phủ và trung tâm kinh tế của bang. Các đô thị lớn khác tại Sabah là Sandakan và Tawau. Theo điều tra nhân khẩu năm 2015 tại Malaysia, dân số bang là 3.543.500. Sabah có khí hậu xích đạo, có các khu rừng mưa nhiệt đới với các loài động thực vật phong phú. Bang có một dãy núi dài tại phía tây là bộ phận của Vườn quốc gia Dãy Crocker. Sông Kinabatangan là sông dài thứ nhì tại Malaysia còn Núi Kinabalu là điểm cao nhất tại Sabah cũng như Malaysia.
Con người định cư sớm nhất tại Sabah có thể là từ 20.000–30.000 năm trước dọc theo khu vực Vịnh Darvel trong hang Madai-Baturong. Lãnh thổ có quan hệ mậu dịch với Trung Quốc từ thế kỷ 14. Sabah nằm trong phạm vi ảnh hưởng của Vương quốc Brunei trong thế kỷ 15 và của Vương quốc Sulu trong thế kỷ 17–18. Sau đó Công ty Đặc hứa Bắc Borneo cai quản Sabah trong thế kỷ 19-20. Trong Chiến tranh thế giới thứ hai, bang bị quân Nhật chiếm đóng trong ba năm, rồi trở thành một thuộc địa hoàng gia Anh vào năm 1946. Đến ngày 31 tháng 8 năm 1963, Sabah được người Anh trao quyền tự quản. Sau đó, Sabah trở thành một trong các thành viên sáng lập Liên bang Malaysia vào ngày 16 tháng 9 năm 1963 cùng với Sarawak, Singapore (bị trục xuất năm 1965), và Liên bang Malaya (Tây Malaysia). Tuy nhiên, Indonesia phản đối liên bang hóa, dẫn đến đối đầu giữa hai quốc gia trong hơn ba năm, và Philippines cho đến nay vẫn đe dọa sáp nhập bang.
Sabah sở hữu sự đa dạng về dân tộc, văn hóa và ngôn ngữ. Nguyên thủ của bang là thống đốc hay còn gọi là Yang di-Pertua Negeri, còn người đứng đầu chính phủ là thủ hiến (Chief Minister). Hệ thống chính phủ theo sát hệ thống nghị viện Westminster và có hệ thống cơ quan lập pháp bang vào hàng sớm nhất tại Malaysia. Bang được phân thành các tỉnh và huyện. Tiếng Mã Lai là ngôn ngữ chính thức của bang; và Hồi giáo là tôn giáo chính thức; song các tôn giáo khác có thể được hành đạo trong hòa bình và hài hòa tại bất kỳ nơi nào trong bang. Sompoton là một nhạc cụ truyền thống nổi tiếng của Sabah. Lễ hội Văn hóa Dân gian Quốc tế Sabah là sự kiện văn hóa dân gian chủ yếu tại Malaysia. Sabah là bang duy nhất tại Malaysia tổ chức lễ hội Kaamatan.
Sabah có nguồn tài nguyên phong phú, kinh tế bang có khuynh hướng xuất khẩu mạnh mẽ, chủ yếu dựa vào dầu khí, gỗ và dầu cọ. Các ngành kinh tế khác là nông nghiệp và du lịch sinh thái.

## Từ nguyên
Hiện ta chưa rõ cái tên Sabah bắt nguồn từ đâu, và vì vậy cũng đang có rất nhiều suy đoán xung quanh vấn đề này. Một giả thuyết cho rằng trong thời kỳ thuộc vương quốc Brunei, lãnh thổ này được đặt là Saba theo tên của loài chuối pisang saba (còn gọi là pisang menurun) được trồng rất phổ biến tại vùng duyên hải và tại Brunei. Cộng đồng Bajau gọi loài chuối này là pisang jaba. Tuy rằng danh từ Saba trong tiếng Tagalog và các ngôn ngữ Visayas có thể chỉ rất nhiều giống chuối khác nhau, song Saba trong tiếng Visayas lại có nghĩa là "ồn ào". Có lẽ do ảnh hưởng của thổ ngữ, cộng đồng địa phương đã đọc trại Saba thành Sabah. Khi Brunei trở thành nước chư hầu của Majapahit, khu vực Sabah được nhắc đến trong bài tụng ca Nagarakretagama tiếng Java cổ với địa danh là Seludang.
Dù rằng người Trung Hoa đã từng có mối liên hệ lịch sử với đảo Borneo kể từ thời nhà Hán, song họ không có bất kỳ tên gọi nào cho khu vực này. Phải đến tận đời Tống người Hoa mới gọi tên toàn khu đảo này là Bột Nê, và họ cũng dùng từ đó để chỉ toàn bộ vương quốc Brunei đương thời. Dựa trên sự tương quan địa lý giữa Sabah và Brunei, có giả thuyết cho rằng Sabah là một từ tiếng Mã Lai Brunei mang nghĩa "thượng nguồn" hoặc "theo hướng chính bắc". Một thuyết khác cho rằng địa danh này bắt nguồn từ sabak tiếng Mã Lai mang nghĩa "nơi đường cọ được chiết suất". Ngoài ra, Sabah ('صباح') trong tiếng Ả Rập có nghĩa là "bình minh". Tóm lại, do có nhiều thuyết cạnh tranh nên ta khó có thể biết chính xác nguồn gốc thực sự của địa danh này.

## Lịch sử

### Tiền sử

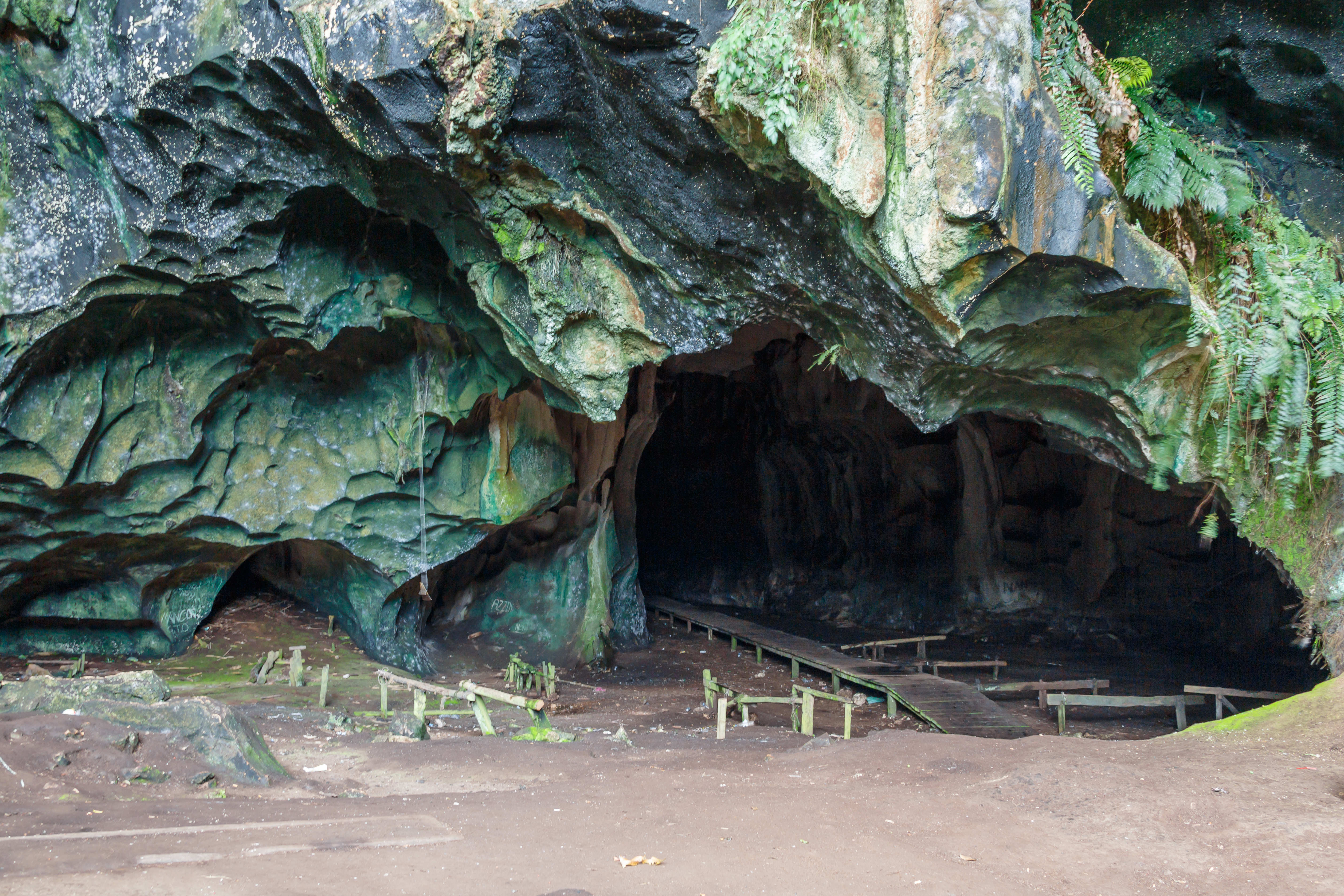
Cổng vào Hang Madai.

Con người lần đầu định cư tại khu vực từ khoảng 20.000-30.000 năm trước, được chứng minh thông qua các cuộc khai quật dọc theo khu vực Vịnh Darvel tại Hang Madai-Baturong gần sông Tingkayu, tại đó phát hiện được các công cụ bằng đá và tàn dư thực phẩm. Các cư dân sớm nhất trong khu vực được cho là tương tự thổ dân Úc, song chưa rõ nguyên nhân khiến họ biến mất. Năm 2003, các nhà khảo cổ học phát hiện các dấu tích tại thung lũng Mansuli thuộc huyện Lahad Datu, nâng lịch sử của Sabah lên đến 235.000 năm. Những người Nam Mongoloid đầu tiên di cư đến đây vào khoảng 5.000 năm trước, theo bằng chứng trong di chỉ khảo cổ học tại Bukit Tengkorak, Semporna, là di chỉ chế tạo gốm lớn nhất tại Đông Nam Á thời đại đồ đá mới. Một số nhà nhân loại học như S.G. Tan và Thomas R. Williams cho rằng những người Mongoloid này (hậu duệ nay là các dân tộc Kadazan-Dusun, Murut hay Orang Sungai) có nguồn gốc từ miền Nam Trung Quốc và miền Bắc Việt Nam, và thân cận với một số dân tộc bản địa tại Philippines và Đài Loan hơn là với các dân tộc bản địa tại Sarawak và Kalimantan lân cận, Những tuyên bố này được hỗ trợ nhờ các phát hiện của Charles Hose và William McDougall trong tường trình "Pagan Tribes of Borneo":
| “ | Cư dân miền bắc đảo Borneo có lẽ là bộ phận của dòng dõi Mông Cổ và có nguồn gốc từ một chủng cư trú tại miền nam Trung Quốc. | ” |

### Vương quốc Brunei và Vương quốc Sulu

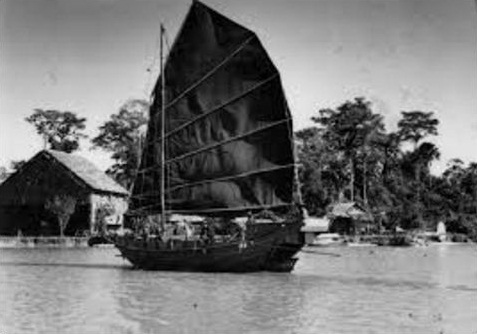
Một chiếc thuyền buồm Trung Hoa tại miền bắc Borneo tại Kinabatangan do Martin và Osa Johnson chụp vào năm 1935, hai vương quốc Brunei và Sulu đều có truyền thống tham gia mậu dịch với Trung Quốc và các thuyền của Trung Quốc tiếp tục đến trong thời kỳ thực dân Anh.

Trong thế kỷ 7, một cộng đồng định cư mang tên Vijayapura, một chư hầu của Srivijaya, được cho là tồn tại ở tây bắc Borneo. Vương quốc đầu tiên bị nghi ngờ là tồn tại từ đầu thế kỷ 9 mang tên Bột Nê 勃泥 theo như ghi nhận trong "Thái bình hoàn vũ ký" thời Bắc Tống. Người ta cho rằng Bột Nê tồn tại ở cửa sông Brunei và là tiền thân của Đế quốc Brunei. Trong thế kỷ 14, Brunei trở thành một nước chư hầu của Majapahit trên đảo Java song đến năm 1370 thì chuyển lòng trung thành sang nhà Minh. Quốc vương Karna của Borneo sau đó cùng gia đình đến chầu triều Minh và mất tại Trung Quốc. Người kế vị ông ta là con trai Hiawang, người này đồng ý cống nạp cho nhà Minh ba năm một lần. Từ đó, các thuyền của Trung Quốc đến miền bắc Borneo buôn bán các hàng hóa gia vị, tổ yến, vây cá mập, long não, mây và ngọc trai. Nhiều thương nhân Trung Quốc cuối cùng định cư và lập ra khu kiều dân riêng ven sông Kinabatangan theo như các tường thuật của Brunei và Sulu. Em gái của thủ lĩnh khu người Hoa là Hoàng Sâm Bình 黃森屏 kết hôn với Ahmad (người sáng lập Vương quốc Hồi giáo Brunei sau khi theo Hồi giáo). Có lẽ do các mối quan hệ này, một điểm an táng có 2.000 quan tài bằng gỗ với niên đại ước tính 1.000 năm được phát hiện trong Hang Agop Batu Tulug, cũng tại khu vực Kinabatangan. Loại hình văn hóa an táng này được cho là do các thương nhân Trung Quốc và Đông Dương đem đến miền bắc Borneo do các quan tài bằng gỗ tương tự cũng được phát hiện tại những nơi đó. Ngoài ra, còn phát hiện được trống đồng Đông Sơn tại Bukit Timbang Dayang trên đảo Banggi tồn tại từ 2.000–2.500 năm trước.

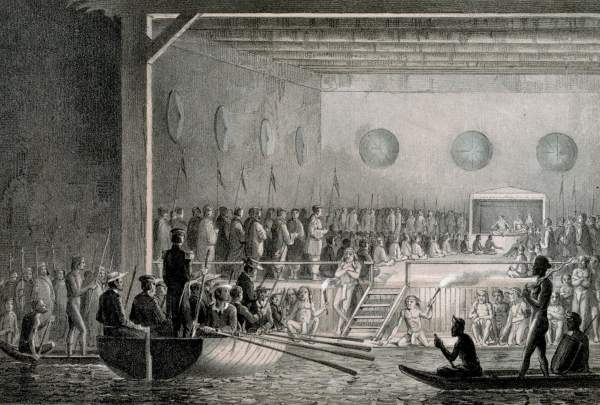
Quốc vương Omar Ali Saifuddin II tiếp phái đoàn Anh đến ký kết Hiệp ước Labuan vào ngày 18 tháng 12 năm 1846 tại cung điện của ông theo đó nhượng đảo Labuan cho Đế quốc Anh.

Trong thời gian trị vì của vị sultan thứ 5 là Bolkiah, từ năm 1485 đến năm 1524, bá quyền hàng hải của vương quốc Brunei mở rộng đến miền bắc Borneo và Quần đảo Sulu, xa đến Kota Seludong (nay là Manila) còn ảnh hưởng vươn đến Banjarmasin, tận dụng lợi thế mậu dịch hàng hải sau khi Malacca thất thủ trước người Bồ Đào Nha. Nhiều người Mã Lai Brunei di cư đến khu vực trong thời kỳ này, song quá trình này bắt đầu ngay từ đầu thế kỷ 15 sau khi Brunei chinh phục lãnh thổ. Do lâm vào xung đột nội bộ, nội chiến, hạn hải tặc và các cường quốc phương Tây tiếp cận, Brunei bắt đầu suy thoái. Người Bồ Đào Nha là những người Âu đầu tiên đến thăm Brunei, họ mô tả thủ đô của Brunei đương thời do một bức tường đá bao quanh. Người Tây Ban Nha nhanh chóng tiếp bước sau khi Ferdinand Magellan chết vào năm 1521, họ đi thuyền đến các đảo Balambangan và Banggi ngoài khơi cực bắc của Borneo và sau đó dẫn đến một xung đột mang tên Chiến tranh Castilia. Sulu giành được độc lập vào năm 1578, thành lập vương quốc hồi giáo riêng mang tên Vương quốc Hồi giáo Sulu.

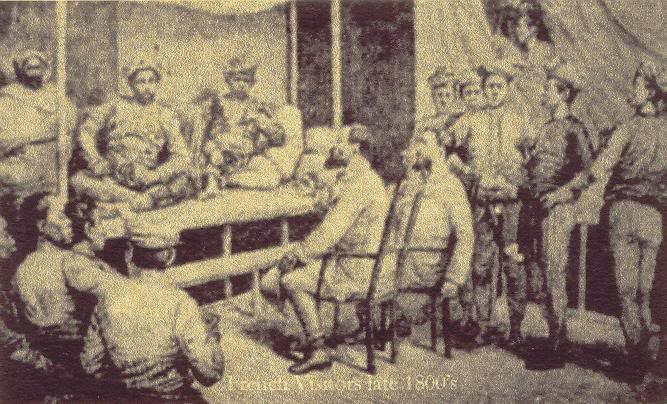
Sultan Jamal ul-Azam là người cai trị Quần đảo Sulu và một bộ phận miền bắc Borneo đang tiếp phái đoàn Pháp tại cung điện của mình để thảo luận về khả năng nhượng đảo Basilan cho Đế quốc Pháp. Jamal ul-Azam cũng đàm phán với người Anh vào năm 1878 về nhượng miền bắc Borneo cho Đế quốc Anh.

Khi nội chiến bùng phát tại Brunei giữa các sultan là Abdul Hakkul Mubin và Muhyiddin, Sulu khẳng định yêu sách của họ đối với các lãnh thổ của Brunei tại miền bắc Borneo. Sulu tuyên bố Sultan Muhyiddin đã cam kết nhượng phần phía bắc và phía đông của Borneo cho họ để đổi lấy giúp đỡ trong nội chiến. Lãnh thổ dường như chưa từng được nhượng lại trên thực tiến, song Sulu tiếp tục yêu sách lãnh thổ. Brunei đương thời không thể làm gì nhiều do họ đang bị suy yếu hơn nữa sau chiến tranh với Tây Ban Nha, khu vực miền bắc Borneo bắt đầu rơi vào phạm vi ảnh hưởng của Vương quốc Sulu. Các dân tộc đi biển Bajau-Suluk và Illanun sau đó di cư từ Quần đảo Sulu và bắt đầu định cư tại duyên hải miền bắc và đông Borneo. Do Sulu cũng bị uy hiếp trước việc người Tây Ban Nha đến, người ta cho rằng nhiều người trong số đó đang chạy trốn khỏi sự đàn áp của thực dân Tây Ban Nha trong khu vực của họ. Trong khi các vương quốc Brunei và Sulu lần lượt kiểm soát duyên hải phía tây và phía đông của Sabah, khu vực nội lục phần lớn độc lập với họ.

### Bắc Borneo thuộc Anh

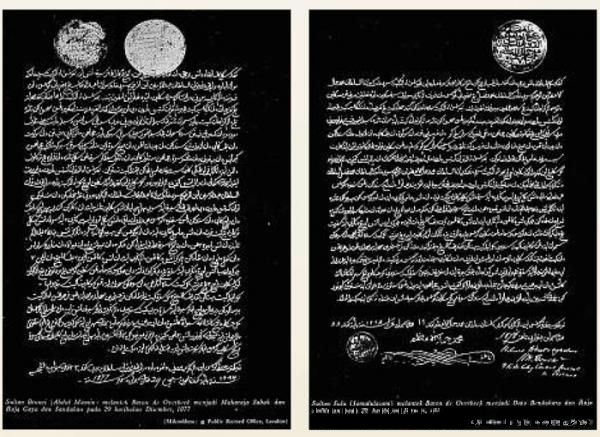
Trái: Hiệp ước nhượng địa đầu tiên được ký bởi Sultan Abdul Momin của Brunei vào ngày 29 tháng 12 năm 1877.
Phải: Hiệp ước nhượng địa thứ nhì được ký bởi Sultan Jamal ul-Azam của Sulu vào ngày 22 tháng 1 năm 1878.

Năm 1761, một quan chức của Công ty Đông Ấn Anh là Alexander Dalrymple dàn xếp một hiệp ước với Sultan của Sulu để cho phép ông lập một trạm mậu dịch đầu tiên trên khu vực miền bắc Borneo, song trạm này tỏ ra thất bại. Năm 1765, Dalrymple tìm cách giữ lại đảo bằng việc dàn xếp một hiệp ước liên minh và thương nghiệp với Sultan của Sulu. Một nhà máy nhỏ của Anh được thành lập vào năm 1773 tại đảo Balambangan nằm ngoài khơi miền bắc Borneo. Người Anh nhận thấy đảo là một địa điểm phù hợp để kiểm soát tuyến mậu dịch tại Phương Đông, có khả năng làm trệch hướng các thương gia khỏi cảng Manila của Tây Ban Nha và cảng Batavia của Hà Lan đặc biệt là với vị trí chiến lược nằm giữa biển Đông và biển Sulu. Tuy nhiên, người Anh bỏ đảo hai năm sau đó khi các hải tặc Sulu bắt đầu tấn công. Điều này buộc người Anh tìm kiếm tị nạn tại Brunei vào năm 1774, và dừng chân tạm thời để tìm địa điểm thay thế bất kỳ để đặt lại nhà máy thất bại của họ tại đảo Balambangan. Cũng có một nỗ lực vào năm 1803 để đưa Balambangan thành một đồn quân sự, song người Anh không tái lập bất kỳ trạm mậu dịch nào trong khu vực cho đến khi Stamford Raffles bắt đầu thành lập Singapore hiện đại vào năm 1819.

Hiệu kỳ của Bắc Borneo thuộc Anh từ 1882–1948.

Năm 1846, đảo Labuan tại bờ tây của Sabah được Sultan của Brunei nhượng cho Anh thông qua Hiệp ước Labuan, và đến năm 1848 đảo trở thành một thuộc địa hoàng gia Anh. Nhận thấy người Anh hiện diện tại Labuan, lãnh sự Hoa Kỳ tại Brunei là Claude Lee Moses dạt được một hợp đồng thuê mười năm vào năm 1865 đối với một mảnh đất tại miền bắc Borneo. Moses sau đó chuyển mảnh đất cho Công ty Thương nghiệp Hoa Kỳ Borneo thuộc sở hữu của Joseph William Torrey và Thomas Bradley Harris cùng các nhà đầu tư người Hoa. Công ty chọn Kimanis (họ đổi tên thành "Ellena") và bắt đầu xây căn cứ tại đó. Các nỗ lực tìm kiếm hỗ trợ tài chính từ chính phủ Hoa Kỳ trở nên vô ích và khu định cư của họ sau đó bị bỏ hoang. Trước khi rời đi, Torrey tìm cách bán toàn bộ quyền lợi của mình cho Lãnh sự Áo tại Hồng Kông là Gustav von Overbeck. Overbeck sau đó đến Brunei và gặp Temenggong để khôi phục nhượng địa. Brunei chấp thuận nhượng toàn bộ lãnh thổ tại miền bắc Borneo nằm dưới quyền kiểm soát của họ để đổi lấy khoản tiền 12.000 dollar Tây Ban Nha mỗi năm còn Temenggong thì được $3.000. Một năm sau, lãnh thổ phần phía bắc và phía đông cũng được Sulu nhượng cho Overbeck, theo đó Sultan của Sulu nhận được khoản tiền trả hàng năm là $5.000.

Bản đồ Bắc Borneo thuộc Anh của Edward Stanford vào năm 1888, lưu giữ tại Thư viện Quốc hội Mỹ.

Sau một loạt vụ chuyển nhượng, Overbeck nỗ lực bán lãnh thổ cho Đế quốc Đức, Áo-Hung và Vương quốc Ý song bất thành. Overbeck sau đó hợp tác với anh em người Anh họ Dent (Alfred Dent và Edward Dent) về hỗ trợ tài chính nhằm phát triển lãnh thổ, công ty Dent thuyết phục Overbeck rằng bất kỳ nhà đầu tư nào cũng cần sự đảm bảo từ ủng hộ quân sự và ngoại giao của Anh. Overbeck đồng ý với đối tác, đặc biệt với việc Sultan của Sulu tái yêu sách khi mà một phần lãnh thổ của họ trong Quần đảo Sulu đã bị Tây Ban Nha chiếm lĩnh. Tuy nhiên, Overbeck rút lui vào năm 1880 và toàn bộ quyền lợi đối với lãnh thổ được chuyển giao cho Alfred, đến năm 1881 người này thành lập Công ty Đặc hứa Bắc Borneo. Đến năm sau, Kudat được lập làm thủ phủ song do hải tặc thường xuyên tấn công nên thủ phủ được chuyển đến Sandakan vào năm 1883. Nhằm ngăn chặn tranh chấp hơn nữa với Tây Ban Nha và Đức can thiệp, các chính phủ Anh, Tây Ban Nha và Đức ký kết Nghị định thư Madrid vào năm 1885, công nhận chủ quyền của Đông Ấn Tây Ban Nha đối với Quần đảo Sulu để đổi lấy việc Tây Ban Nha từ bỏ mọi yêu sách đối với miền bắc Borneo. Công ty tiếp cận mang đến nhiều thịnh vượng cho cư dân miền bắc Borneo do công ty cho phép mọi cộng đồng bản địa tiếp tục phương thức sinh hoạt truyền thống của họ, trong khi áp đặt pháp luật bằng việc cấm chỉ thi hành săn đầu người, thù hận dân tộc, mua bán nô lệ và kiểm soát nạn hải tặc. Bắc Borneo sau đó trở thành một lãnh thổ bảo hộ của Anh Quốc vào năm 1888, song diễn ra kháng cự tại địa phương từ năm 1894 đến năm 1900 dưới quyền Mat Salleh và trong năm 1915 dưới quyền Antanum.

### Chiến tranh thế giới thứ hai

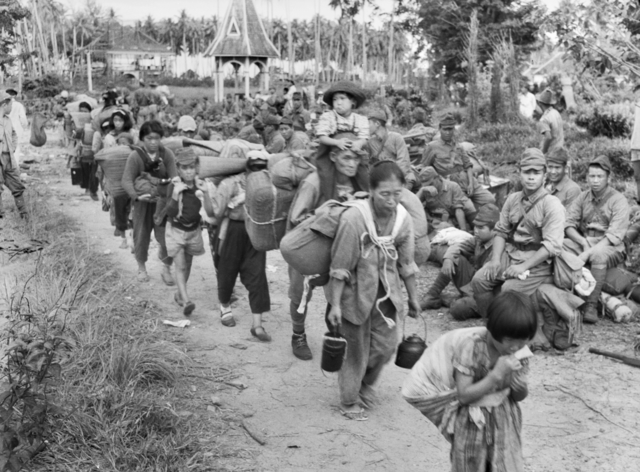
Thường dân và binh sĩ Nhật Bản trước khi họ lên tàu đến Jesselton sau khi đầu hàng Quân đội Úc tại Tawau vào ngày 21 tháng 10 năm 1945.

Quân đội Nhật Bản đổ bộ tại Labuan vào ngày 1 tháng 1 năm 1942 trong Chiến tranh thế giới thứ hai, và tiếp tục xâm chiếm phần còn lại của miền bắc Borneo. Từ năm 1942 đến năm 1945, Quân đội Nhật Bản chiếm đóng Bắc Borneo cũng như hầu hết đảo với địa vị là bộ phận của Đế quốc Nhật Bản. Người Anh nhìn nhận việc người Nhật tiến đến khu vực có động cơ là tham vọng chính trị và lãnh thổ thay vì các yếu tố kinh tế. Cuộc chiếm đóng đẩy nhiều người từ các đô thị duyên hải vào khu vực nội lục để tìm thực phẩm và đào thoát hành động tàn ác của người Nhật. Người Mã Lai nhìn chung có vẻ được người Nhật chiếu cố, song một số người cũng bị đàn áp còn các dân tộc khác như người Hoa và thổ dân thì bị đàn áp ác liệt. Người Hoa đã sẵn kháng cự quân Nhật chiếm đóng đặc biệt là khi Chiến tranh Trung-Nhật diễn ra tại Trung Quốc. Họ thành lập một tổ chức kháng chiến mang tên Quân Du kích Kuching dưới quyền Quách Ích Nam 郭益南, được ủng hộ rộng rãi từ nhiều dân tộc tại miền bắc Borneo như Dusun, Murut, Suluk và Illanun. Phong trào cũng được thống đốc tương lai là Mustapha Harun ủng hộ. Quách Ích Nam và nhiều cảm tình viên khác bị quân Nhật hành quyết sau khi phong trào thất bại.
Nằm trong Chiến dịch Borneo nhằm tái chiếm đảo, Đồng Minh oanh tạc hầu hết các đô thị lớn do người Nhật kiểm soát, trong đó Sandakan bị san bằng. Tồn tại một trại tù binh chiến tranh tàn bạo mang tên trại Sandakan do quân Nhật điều hành dành cho mọi đối thủ đứng về phía người Anh. Phần lớn tù binh chiến tranh là các binh sĩ người Anh và người Úc bị bắt sau khi Malaya và Singapore thất thủ. Các tù binh phải chịu điều kiện vô nhân đạo khét tiếng, và các cuộc oanh tạc tiếp diễn của Đồng Minh khiến người Nhật buộc họ đi đến Ranau cách xa 260 km, một sự kiện mang tên Hành trình chết chóc Sandakan. Số lượng tù binh chiến tranh giảm đi 2.345, do nhiều người bị giết trên đường, chỉ còn sáu người Úc còn sống. Ngoài ra, tổng cộng 17.488 lao công người Java được người Nhật đưa đến trong thời kỳ chiếm đóng, song chỉ có 1.500 người sống sót, chủ yếu là do chết đói, điều kiện làm việc khắc nghiệt và ngược đãi. Chiến tranh kết thúc vào ngày 10 tháng 9 năm 1945 sau khi Borneo hoàn toàn được Quân đội Đế quốc Úc (AIF) giải phóng.

### Thuộc địa hoàng gia Anh

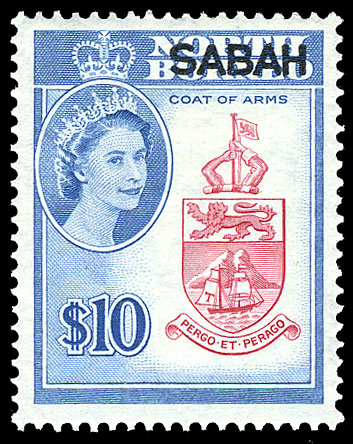
Ten bưu chính của Bắc Borneo với chân dung Nữ hoàng Elizabeth II vào năm 1964.

Sau khi người Nhật đầu hàng, Bắc Borneo nằm dưới quyền cai quản của Chính phủ Quân sự Anh và đến ngày 18 tháng 7 năm 1946 thì trở thành một thuộc địa hoàng gia Anh. Thuộc địa hoàng gia Labuan cũng được hợp nhất làm bộ phận của thuộc địa mới. Trong lễ kỷ niệm, quốc kỳ Anh và quốc kỳ Trung Quốc đều được kéo lên từ tòa nhà Jesselton Survey Hall. Người Hoa từng tham gia kháng Nhật cuối cùng quyết định ủng hộ chuyển giao quyền lực cho thuộc địa hoàng gia.
Do Sandakan bị tàn phá nghiêm trọng do chiến tranh, Jesselton được chọn làm thủ phủ thay thế để Quân chủ tiếp tục cai trị Bắc Borneo cho đến năm 1963. Chính phủ thực dân lập ra nhiều bộ để giám sát phúc lợi của cư dân cũng như khôi phục kinh tế Bắc Borneo thời hậu chiến. Đến khi Philippines độc lập vào năm 1946, bảy đảo thuộc Quần đảo Turtle do Anh kiểm soát ngoài khơi Borneo được nhượng cho Philippines theo đàm phán trước đó giữa chính phủ thực dân Mỹ và Anh.

### Malaysia

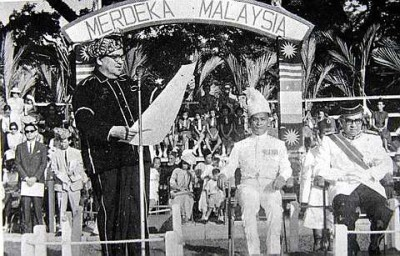
Donald Stephens (trái) tuyên bố thành lập Liên bang Malaysia tại Padang Merdeka, Jesselton vào ngày 16 tháng 9 năm 1963. Bên cạnh ông là Phó Thủ tướng Malaya Abdul Razak (phải) và Mustapha Harun (phải thứ hai).

Ngày 31 tháng 8 năm 1963, Bắc Borneo giành được quyền tự quản. Ủy ban Cobbold được lập ra vào năm 1962 để xác định nhân dân Sabah và Sarawak có ủng hộ đề xuất liên hiệp hay không, và phát hiện rằng nhân dân nhìn chung ủng hộ liên hiệp. Hầu hết các thủ lĩnh cộng đồng dân tộc của Sabah, gồm Mustapha Harun đại diện cho người Hồi giáo bản địa, Donald Stephens đại diện cho người bản địa phi Hồi giáo, và Khoo Siak Chew đại diện cho người Hoa cuối cũng ủng hộ liên hiệp. Sau khi thảo luận mà đỉnh điểm là Hiệp ước Malaysia và hiệp ước 20 điểm, ngày 16 tháng 9 năm 1963 Bắc Borneo (với tên Sabah) hợp nhất cùng Malaya, Sarawak và Singapore, để hình thành Liên bang Malaysia độc lập.
Từ trước khi thành lập Malaysia đến năm 1966, Indonesia thi hành một chính sách thù địch đối với Malaya được Anh hỗ trợ, và sau khi hình thành Malaysia dẫn đến đối đầu giữa hai nước. Cuộc chiến không tuyên bố này xuất phát từ điều mà Tổng thống Indonesia Sukarno nhận thức là sự bành trướng ảnh hưởng của Anh trong khu vực và ý định của ông nhằm kiểm soát toàn đảo Borneo theo quan điểm Đại Indonesia. Trong khi Tổng thống Philippines Diosdado Macapagal bắt đầu đưa ra yêu sách với Sabah từ ngày 22 tháng 6 năm 1962 trên cơ sở bối cảnh lịch sử trong quan hệ với Vương quốc Sulu. Tổng thống Philippines nhìn nhận nỗ lực hợp nhất Sabah, Sarawak và Brunei vào Liên bang Malaysia như "nỗ lực áp đặc quyền lực của Malaya lên các bang này" trong khi cho rằng Sabah là một tài sản thuộc sở hữu của Vương quốc Sulu. Sau khi thành lập Malaysia, Donald Stephens trở thành thủ hiến đầu tiên của Sabah. Thống đốc đầu tiên Yang di-Pertua Negara (đổi sang Yang di-Pertua Negeri vào năm 1976) là Mustapha Harun. Cư dân Bắc Borneo yêu cầu rằng quyền tự do tôn giáo của họ phải được tôn trọng, toàn bộ đất trong lãnh thổ nằm dưới quyền chính phủ bang, các phong tục và truyền thống bản địa cần được chính phủ liên bang tôn trọng và duy trì, đổi lại người Sabah sẽ cam kết trung thành với chính phủ liên bang Malaysia. Một hòn đá tuyên thệ được chính thức khánh thành vào ngày 31 tháng 8 năm 1964 tại Keningau để kỷ niệm hiệp ước và cam kết để tham khảo trong tương lai. Sabah sau đó tổ chức bầu cử cấp bang lần đầu vào năm 1967. Trong cùng năm, thủ phủ bang đổi tên từ "Jesselton" thành "Kota Kinabalu".
Ngày 14 tháng 6 năm 1976, chính phủ bang Sabah dưới quyền Harris Salleh ký một hiệp ước với công ty dầu khí quốc doanh Petronas, theo đó cấp cho công ty quyền khai thác và giành thu nhập từ dầu mỏ phát hiện trong lãnh hải Sabah để đổi lấy 5% thu nhập hàng năm tiền thuê mỏ theo Đạo luật Phát triển Dầu mỏ 1974. Chính phủ bang Sabah nhượng Labuan cho chính phủ liên bang Malaysia, và Labuan trở thành một lãnh thổ liên bang vào ngày 16 tháng 4 năm 1984. Năm 2000, thủ phủ Kota Kinabalu được cấp vị thế thành phố, trở thành thành phố thứ sáu tại Malaysia và là thành phố đầu tiên trong bang. Trước tranh chấp lãnh thổ giữa Indonesia và Malaysia từ năm 1969 về hai đảo Ligitan và Sipadan trên Biển Celebes, Tòa án Công lý Quốc tế (ICJ) ra phán quyết cuối cùng là trao hai đảo cho Malaysia vào năm 2002 dựa trên "chiếm hữu thực tế".

## Chính trị

### Chính phủ

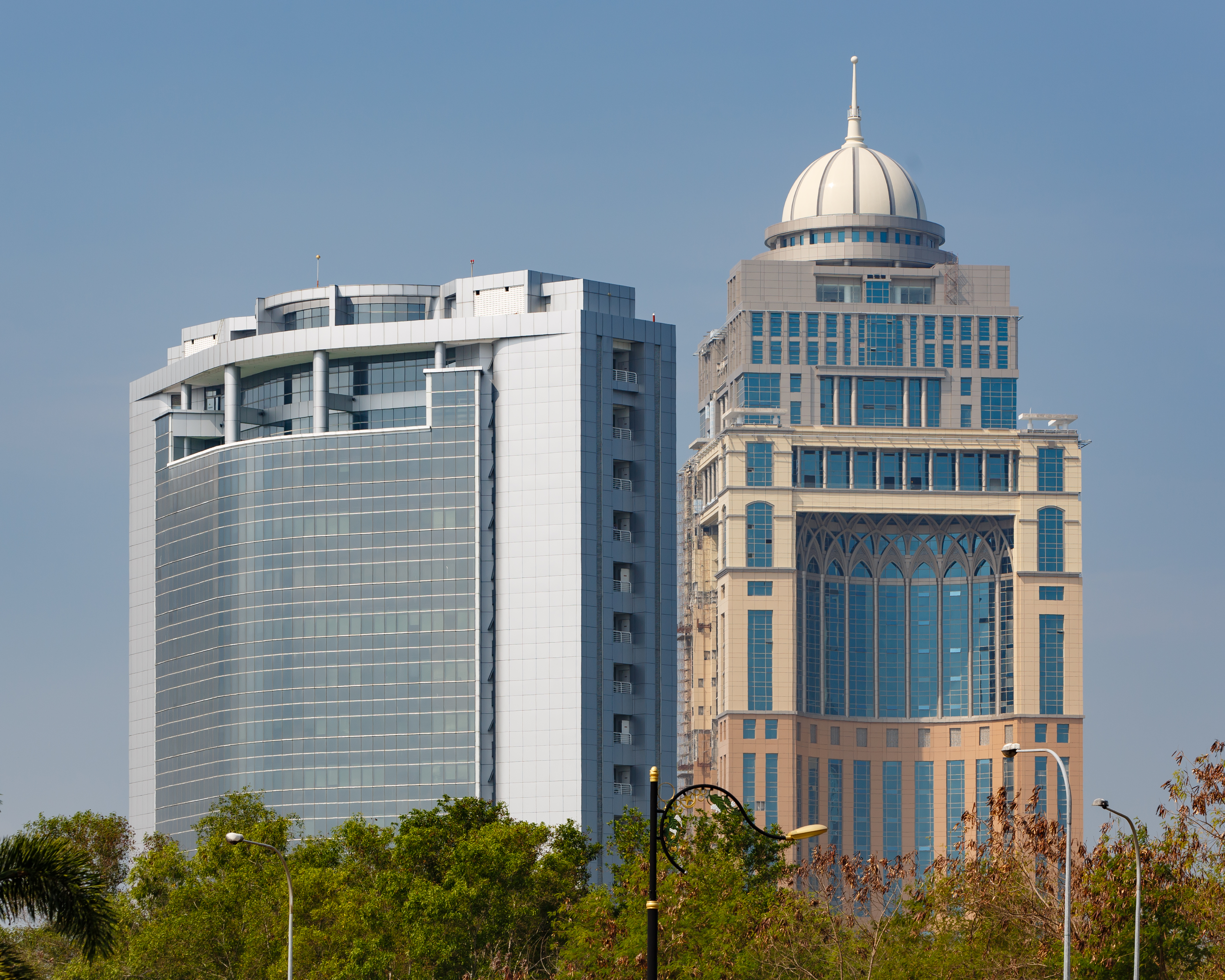
Tòa nhà Hành chính Bang Sabah (phải), sau Wisma Innoprise (trái).

Yang di-Pertua Negeri có vị thế cao nhất trong bang, tiếp đến là hội đồng lập pháp bang và nội các bang. Yang di-Pertua Negeri là nguyên thủ của bang song trách nhiệm của người này phần lớn mang tính nghi lễ. Thủ hiến là người đứng đầu chính phủ cũng như là người lãnh đạo nội các bang. Cơ quan lập pháp dựa theo hệ thống Westminster và do đó thủ hiến được bổ nhiệm dựa trên việc ông kiểm soát đa số ghế trong hội đồng lập pháp bang. Nhà đương cục địa phương hoàn toàn do chính phủ bang bổ nhiệm do chính phủ liên bang đình chỉ các cuộc bầu cử dưới cấp bang. Pháp luật về các cuộc bầu cử cấp bang nằm trong phạm vi quyền lực của chính phủ liên bang. Hội đồng lập pháp họp tại thủ phủ Kota Kinabalu. Các thành viên hội đồng lập pháp bang được bầu từ 73 khu vực bầu cử do Ủy ban Bầu cử Malaysia hoạch định và có thể không nhất thiết có cùng quy mô cử tri. Bầu cử hội đồng lập pháp bang cần phải được tổ chức 5 năm một lần, nghị viên phải trên 21 tuổi và được bầu theo hình thức phổ thông đầu phiếu. Sabah được phân 25 ghế trong quốc hội liên bang, đại diện cho 25 khu vực bầu cử quốc hội. Chính phủ bang và liên bang hiện nằm trong tay Barisan Nasional (BN), một liên minh các chính đảng như Tổ chức Dân tộc Mã Lai Thống nhất (UMNO), Đảng Tiến bộ Sabah (SAPP), Đảng Liên hiệp Pasokmomogun Kadazandusun Murut (UPKO), Đảng Liên hiệp Nhân dân Sabah (PBRS), Đảng Liên hiệp Sabah (PBS), Đảng Dân chủ Tự do (LDP), và Công hội người Hoa Malaysia (MCA).
Trước khi thành lập Malaysia vào năm 1963, chính phủ lâm thời Bắc Borneo đệ trình một hiệp ước 20 điểm cho chính phủ Malaysia làm điều kiện trước khi Bắc Borneo tham gia thành lập liên bang. Sau đó, hội đồng lập pháp Bắc Borneo chấp thuận thành lập Malaysia theo điều kiện các quyền lợi của Bắc Borneo sẽ được bảo vệ. Bắc Borneo do đó gia nhập Malaysia với vị thế bang tự trị cùng các luật tự trị về kiểm soát nhập cư và quyền lợi phong tục bản địa, và lãnh thổ đổi tên thành "Sabah". Tuy nhiên, dưới quyền cai trị của Tổ chức Dân tộc Sabah Thống nhất (USNO) do Mustapha Harun lãnh đạo, quyền tự trị này dần bị xói mòn trước ảnh hưởng và quyền bá chủ của chính phủ liên bang, người Sabah phổ biến cho rằng cả USNO và UMNO đã làm việc với nhau để chứa chấp những di dân bất hợp pháp từ miền nam Philippines và Indonesia cư trú tại bang và trở thành công dân để bầu cho các đảng Hồi giáo. Điều này tiếp diễn dưới chính phủ của Mặt trận Thống nhất Nhân dân Sabah (BERJAYA) dưới quyền Harris Salleh khi tổng cộng 73.000 người tị nạn từ miền nam Philippines được đăng ký. Thêm vào đó, việc nhượng đảo Labuan cho chính phủ liên bang của chính phủ bang Sabah dưới quyền BERJAYA cùng phân chia và khai thác bất bình đẳng tài nguyên dầu mỏ của Sabah cũng trở thành tranh chấp chính trị thường nổi lên trong xã hội Sabah cho đến nay, khiến cư dân Sabah xuất hiện tình cảm chống liên bang và thậm chí là thỉnh thoảng có kêu gọi ly khai.
Cho đến tổng tuyển cử Malaysia năm 2008, Sabah cùng với các bang Kelantan và Terengganu là những bang từng nằm dưới quyền cai trị của các đảng đối lập không phải thành viên của liên minh BN cầm quyền. Dưới quyền Joseph Pairin Kitingan, PBS thành lập chính phủ sau khi giành thắng lợi trong bầu cử bang vào năm 1985 và cai quản Sabah cho đến năm 1994. Trong bầu cử bang năm 1994, mặc dù PBS thắng cử, song các nhiều nghị viên của PBS đào thoát sang các đảng thuộc BN khiến BN có đa số ghế và nắm quyền tại bang. Một đặc điểm độc đáo trên chính trường Sabah là một chính sách do Thủ tướng Malaysia đương thời là Mahathir Mohamad khởi xướng vào năm 1994 mà theo đó chức vụ thủ hiến được luân phiên giữa các đảng trong liên minh mỗi hai năm bất kể đảng nào nắm quyền, do đó theo lý thuyết thì trao thời gian bình đẳng cho mỗi dân tộc lớn cai quản bang. Tuy nhiên, trên thực tế hệ thống có vấn đề do các lãnh đạo có thời gian quá ngắn để tiến hành kế hoạch nhiệm kỳ lâu dài. Quy tắc này do đó dừng lại và quyền lực nay nằm trong tay đảng chiếm đa số trong hội đồng lập pháp bang. Can thiệp chính trị trực tiếp từ liên bang đôi khi được nhận định là một chiến thuật chính trị của chính phủ liên bang do UMNO lãnh đạo nhằm kiểm soát và quản lý quyền tự trị của các bang trên đảo Borneo. Chính phủ liên bang tuy nhiên có xu hướng nhìn nhận các hành động này là chính đáng do biểu thị chủ nghĩa địa phương trong xã hội Đông Malaysia không hài hòa với kiến thiết quốc gia. Điều này làm phức tạp quan hệ giữa liên bang-bang, trở thành một nguồn tranh luận chủ yếu trên chính trường Sabah.

### Hành chính
Sabah gồm có 5 tỉnh, được chia tiếp thành 25 huyện. Tại cấp huyện, chính phủ bổ nhiệm một trưởng làng (ketua kampung) tại mỗi làng. Các đơn vị hành chính được kế thừa từ chính quyền Anh, vốn trước đó phân thành các province. Vào thời thuộc Anh, một công sứ được bổ nhiệm để cai quản mỗi tỉnh và được cấp một dinh thự (Istana). Chức vụ công sứ bị bãi bỏ và thay thế bằng huyện trưởng khi Bắc Borneo trở thành bộ phận của Malaysia. Giống như phần còn lại của Malaysia, chính quyền địa phương nằm trong phạm vi quản lý của chính phủ bang. Tuy nhiên, từ khi đình chỉ các cuộc bầu cử cấp địa phương giữa Tình trạng khẩn cấp Malaya dù Sabah vốn ít ác liệt hơn nhiều, không có cuộc bầu cử địa phương nào. Nhà cầm quyền địa phương có các quan chức do hội đồng hành pháp của chính phủ bang bổ nhiệm.
|   | Tên tỉnh      | Huyện                                                               | Diện tích (km²) | Dân số (2010) |
| - | ------------- | ------------------------------------------------------------------- | --------------- | ------------- |
| 1 | tỉnh Tây Hải  | Kota Belud, Kota Kinabalu, Papar, Penampang, Putatan, Ranau, Tuaran | 7.588           | 1.067.589     |
| 2 | tỉnh Nội Lục  | Beaufort, Nabawan, Keningau, Kuala Penyu, Sipitang, Tambunan, Tenom | 18.298          | 424.534       |
| 3 | tỉnh Kudat    | Kota Marudu, Kudat, Pitas                                           | 4.623           | 192.457       |
| 4 | tỉnh Sandakan | Beluran, Kinabatangan, Sandakan, Tongod                             | 28.205          | 702.207       |
| 5 | tỉnh Tawau    | Kunak, Lahad Datu, Semporna, Tawau                                  | 14.905          | 819.955       |

## An ninh

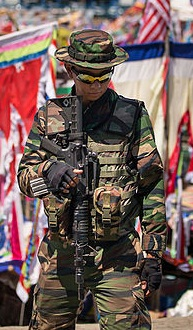
Một binh sĩ Malaysia đang canh phòng bờ biển phía đông Sabah.

Điều thứ chín trong Hiến pháp Malaysia viết rằng chính phủ liên bang Malaysia là thể chế duy nhất chịu trách nhiệm về chính sách đối ngoại và quân sự trong nước. Trước khi thành lập Malaysia, an ninh của Bắc Borneo là trách nhiệm của Anh Quốc, Úc và New Zealand. Trước sự trỗi dậy mối đe dọa "sáp nhập" từ Philippines sau khi Tổng thống Ferdinand Marcos ký một dự luật liệt Sabah thành bộ phận của nước Cộng hòa Philippines trong đường cơ sở hàng hải của nước này vào ngày 18 tháng 9 năm 1968, người Anh phản ứng vào ngày sau đó bằng cách phái oanh tạc cơ chiến đấu Hawker Hunter của họ đến Kota Kinabalu với các máy bay dừng chân tại Căn cứ Không quân Clark không xa thủ đô Manila. Sĩ quan Anh Michael Carver nhắc nhở Philippines rằng Anh Quốc tôn trọng nghĩa vụ của mình theo Hiệp ước Phòng thủ Anh-Malaya (AMDA) nếu giao tranh bùng phát. Ngoài ra, một đội tàu chiến lớn của Anh cũng đi đến vùng biển của Philippines nằm gần Sabah trên hành trình từ Singapore cùng với sự tham gia của các nước ANZUS. Hiệp ước AMDA bị thay thế bằng các Hiệp ước Phòng thủ Ngũ cường (FPDA) song hiệp ước hiện tại không liệt các bang Đông Malaysia là ưu tiên chính, can thiệp bảo vệ an ninh của Anh có thể vẫn bao gồm hai bang này.
Khu vực miền đông Sabah đối diện với miền nam Philippines và miền bắc Indonesia được đặt dưới Bộ Tư lệnh An ninh Đông Sabah (ESSCOM) và Khu vực An ninh Đông Sabah (ESSZONE) sau khi xảy ra các cuộc xâm nhập của dân quân, di dân bất hợp pháp và buôn lậu hàng hóa và các mặt hàng trợ giá.

### Tranh chấp lãnh thổ

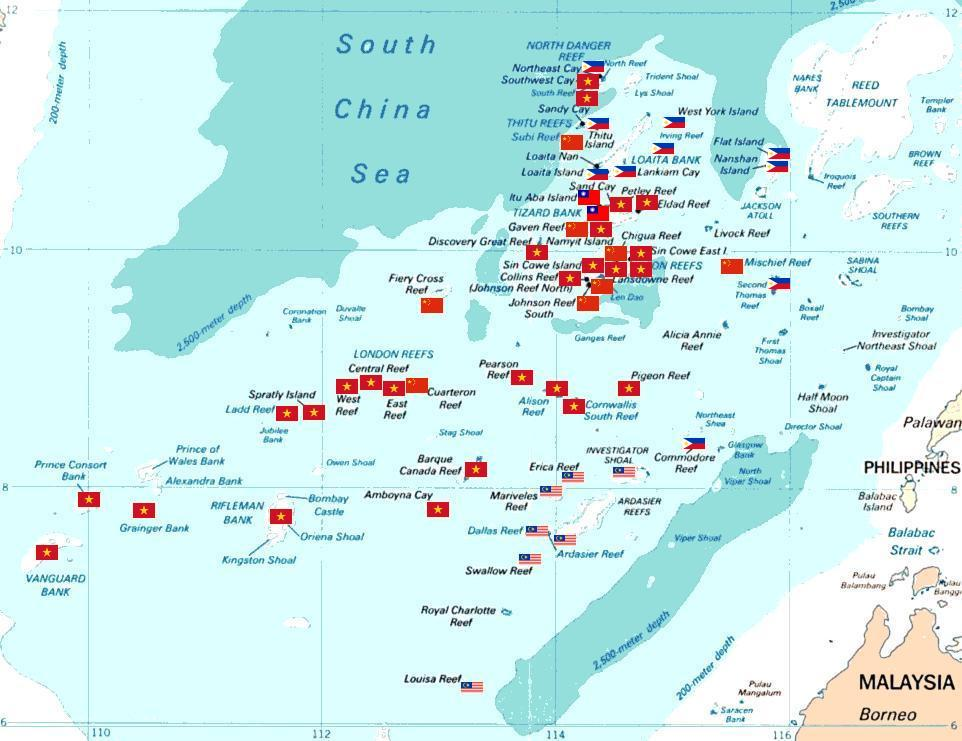
Bản đồ Quần đảo Trường Sa bị nhiều quốc gia chiếm giữ, nằm không xa bờ biển Sabah.

Sabah có một số tranh chấp lãnh thổ với các quốc gia láng giềng Indonesia và Philippines. Năm 2002, Malaysia và Indonesia đệ trình lên ICJ về vấn đề tranh chấp lãnh thổ đối với các đảo Ligitan và Sipadan với kết quả thắng lợi của Malaysia. Ngoài ra còn có các tranh chấp khác chưa được giải quyết với Indonesia về yêu sách chồng lấn tại thềm lục địa Ambalat trên Biển Celebes và tranh chấp biên giới trên bộ giữa Sabah và Bắc Kalimantan. Yêu sách của Malaysia đối với một phần Quần đảo Trường Sa dựa trên việc chúng chia sẻ một thềm lục địa với Sabah.
Philippines có yêu sách lãnh thổ đối với phần lớn phần phía đông của Sabah. Yêu sách lãnh thổ này được liên hệ với Vương quốc Sulu và rằng nó chỉ cho Công ty Đặc hứa Bắc Borneo thuê vào năm 1878 còn chủ quyền của vương quốc chưa từng bị từ bỏ. Tuy nhiên, Malaysia nhìn nhận là không có tranh chấp, do họ giải thích hiệp ước năm 1878 là cắt nhượng và cho rằng cư dân Sabah đã thi hành quyền tự quyết của họ khi tham gia hình thành liên bang Malaysia vào năm 1963. Yêu sách của Philippines dựa trên ba sự kiện lịch sử, như Nội chiến Brunei từ năm 1660 đến năm 1673, hiệp định giữa Đông Ấn Hà Lan và Vương quốc Bulungan năm 1850 và hiệp định giữa Sultan Jamal ul-Azam với Overbeck năm 1878.
Các nỗ lực tiếp theo của một số chính trị gia Philippines như Ferdinand Marcos nhằm "gây bất ổn" Sabah tỏ ra vô ích và dẫ đến thảm sát Jabidah tại đảo Corregidor của Philippines. Kết quả là chính phủ Malaysia từng ủng hộ nổi loạn tại miền nam Philippines. Mặc dù Philippines không theo đuổi tích cực yêu sách đối với Sabah trong một số năm, song một số chính trị gia Philippines cam kết đặt vấn đề trở lại, trong khi chính phủ Malaysia yêu cầu Philippines không đe dọa quan hệ về các vấn đề như vậy. Cảnh sát Hoàng gia Malaysia và Phó Thủ tướng Malaysia đề xuất cấm chỉ trao đổi hàng hóa giữa Malaysia và Philippines do nó chỉ có ích cho một phía và đe dọa an ninh của bang. Điều này được thi hành dù vấp phải nhiều phản đối từ cư dân Philippines trên các đảo nằm sát Sabah do làm tăng chi phí sinh hoạt tại khu vực của họ, các chính đảng đối lập tại Malaysia cũng phản đối lệnh cấm, trong khi đó các cư dân và chính trị gia Sabah hoan nghênh tích cực.

## Môi trường

### Địa lý

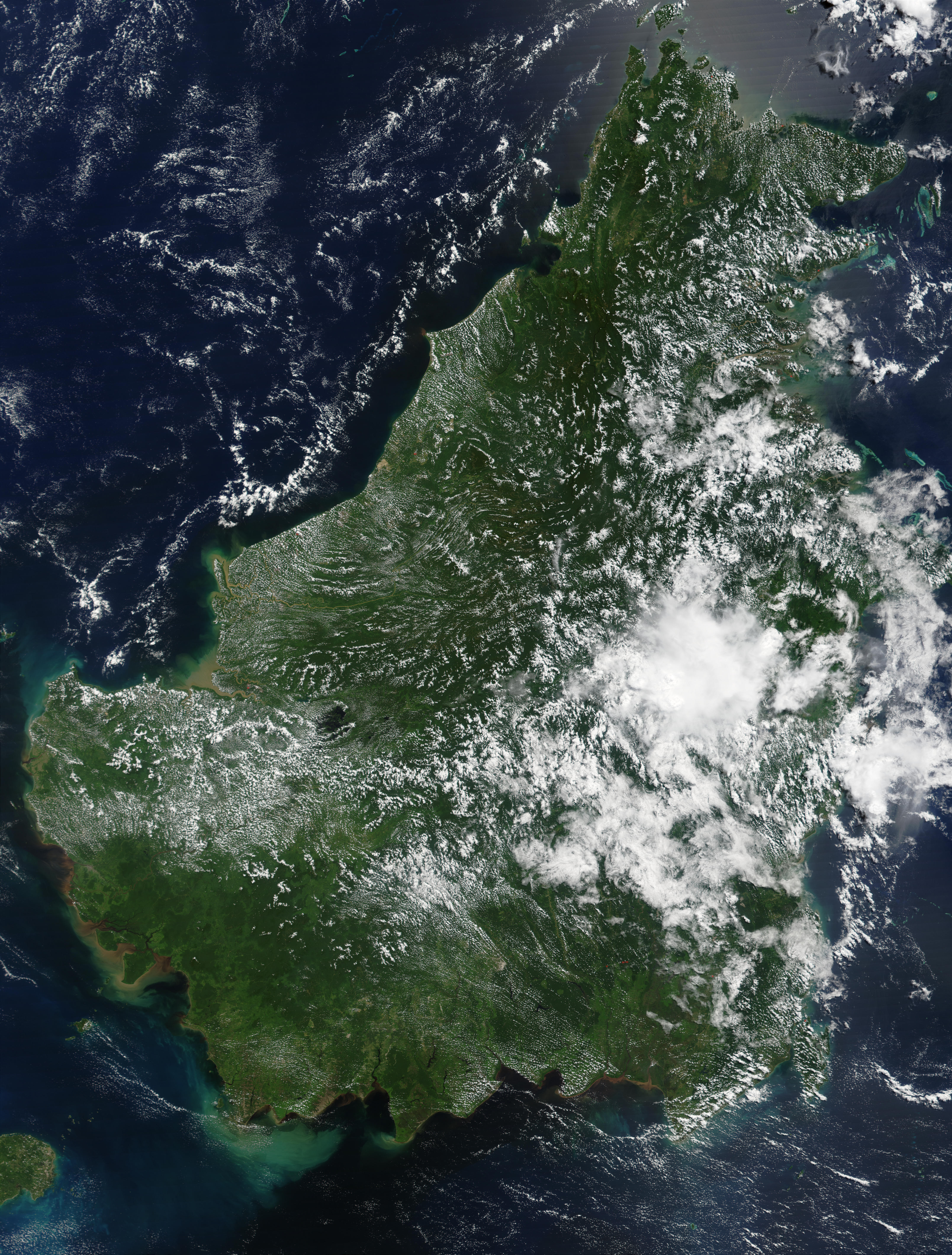
Sabah nằm tại miền bắc đảo Borneo, ảnh vệ tinh của NASA.

Tổng diện tích đất liền của Sabah là gần 72.500 kilômét vuông (28.000 dặm vuông Anh), Biển Đông nằm ở phía tây, Biển Sulu nằm ở phía đông bắc và Biển Celebes nằm ở phía đông nam. Tổng chiều dài đường bờ biển của Sabah là 1.743 kilômét (1.083 mi), trong đó 295,5 kilômét (183,6 mi) bị xói mòn. Do Sabah giáp với ba biển, bang sở hữu tài nguyên hải dương phong phú. Vùng đặc quyền kinh tế (EEZ) của bang trên Biển Đông và Biển Celebes lớn hơn so với trên Biển Sulu. Đường bờ biển của bang bị các khu rừng ngập mặn và dừa nước bao phủ. Rừng ngập mặn chiếm khoảng 331.325 ha đất của bang và chiếm 57% tổng diện tích rừng ngập mặn toàn quốc. Các khu vực bờ biển ở phía tây và phía đông hoàn toàn bị các bãi cát chi phối, trong khi tại các khu vực được bảo vệ cát bị lẫn với bùn. Khu vực mũi cực bắc của Borneo là Tanjung Simpang Mengayau có kiểu bãi biển hõm đặc trưng. Các khu vực tại bờ tây có khu đất ngập nước ngọt lớn, trong đó Bán đảo Klias có một khu vực đất ngập nước thủy triều có diện tích lớn. Phần miền tây của Sabah thường có địa hình đồi núi, có ba đỉnh cao nhất. Dãy núi chính là Dãy Crocker với một số núi có độ cao từ 1.000 mét đến 4.000 mét. Lận cận Dãy Crocker là Dãy Trus Madi có Núi Trus Madi với độ cao 2.642 mét. Đỉnh cao nhất trong bang là Núi Kinabalu có độ cao khoảng 4.095 mét. Đây là một trong các đỉnh cao nhất nằm giữa Dãy Himalaya và Đảo New Guinea. Nằm không xa Núi Kinabalu là Núi Tambuyukon có độ cao 2.579 mét.

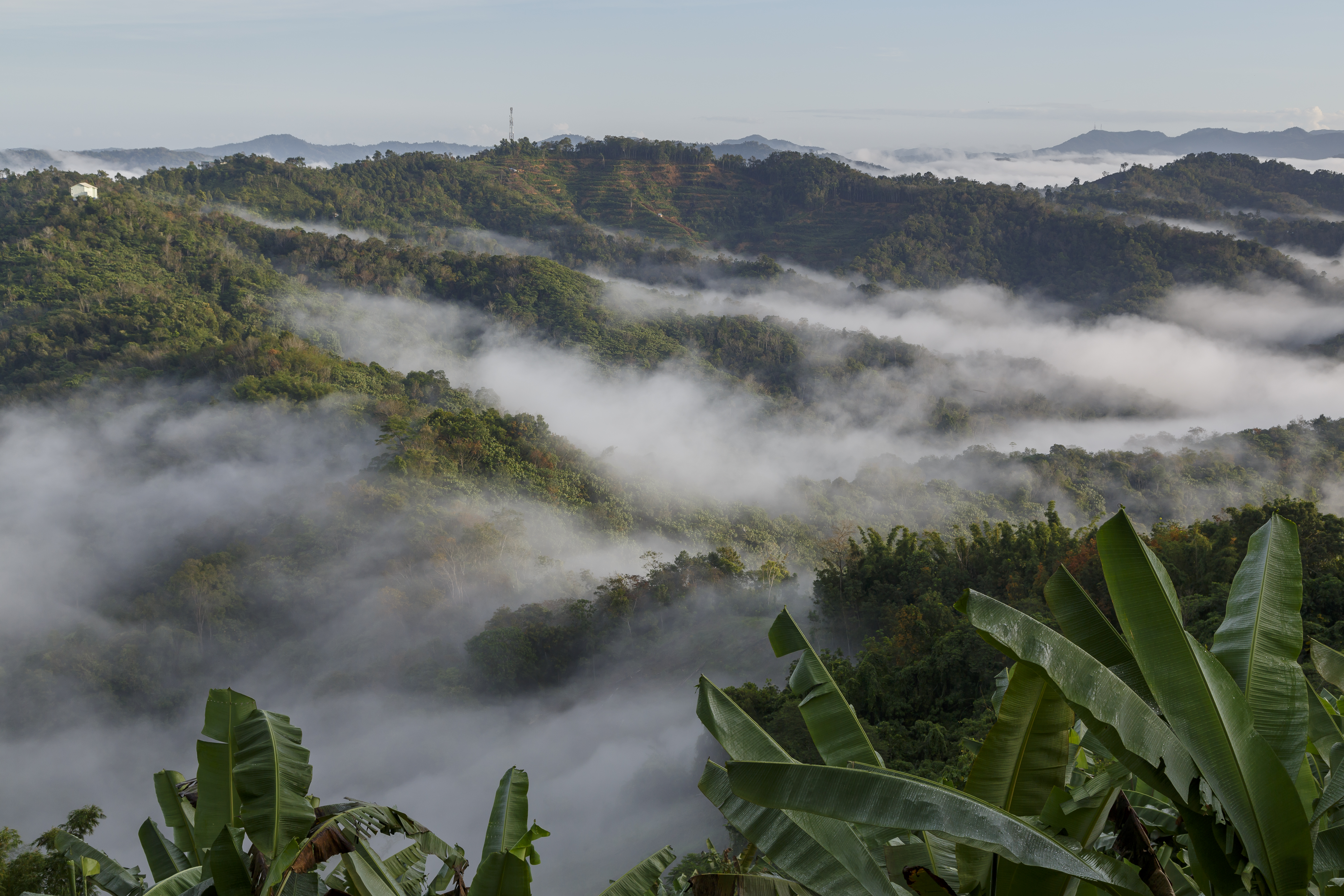
Dãy Crocker là dãy núi chính tại Sabah.

Cắt ngang các dãy núi đồi này là một hệ thống các thung lũng sông rộng lớn và trong hầu hết trường hợp có rừng rậm nhiệt đới bao phủ. Có các dãy đồi thấp kéo dài đến bờ biển phía tây, đồng bằng phía nam, và nội lục của Sabah. Phần miền trung và miền đông của Sabah thường có các dãy núi thấp cùng các đồng bằng và đôi khi là vùng đồi. Tại bờ biển phía đông có sông Kinabatangan, là sông dài thứ nhì tại Malaysia sau sông Rajang tại Sarawak với chiều dài 560 km. Sông bắt nguồn từ các dãy núi miền tây và uốn khúc qua khu vực trung tâm hướng về bờ biển phía đông để đổ ra Biển Sulu. Các sông lớn khác gồm Sông Kalabakan, Sông Kolopis, Sông Liwagu, Sông Padas, Sông Paitan, Sông Segama và Sông Sugut. Ngoài ra còn có các sông Babagon, Bengkoka, Kadamaian, Kalumpang, Kiulu, Mawao, Membakut, Mesapol, Nabawan, Papar, Pensiangan, Tamparuli và Wario.
Đất liền Sabah nằm trong địa lý nhiệt đới cùng khí hậu xích đạo. Bang có hai mùa gió mùa là đông bắc và tây nam. Gió mùa đông bắc xuất hiện từ tháng 11 đến tháng 3 với mưa lớn, còn gió mùa tây nam từ tháng 5 đến tháng 9 đem đến ít mưa hơn. Ngoài ra, bang còn có hai mùa không có gió mùa từ tháng 4 đến tháng 5 và từ tháng 9 đến tháng 10. Nhiệt độ trung bình hàng ngày dao động từ 27 °C (81 °F) đến 34 °C (93 °F), nhận được lượng mưa đáng kể từ 1.800 mm đến 4.000 mm. Các khu vực duyên hải thỉnh thoảng xuất hiện các cơn bão dữ dội do bang nằm tại phía nam vành đai bão nhiệt đới. Do có vị trí rất gần vành đai bão nhiệt đới nên Sabah phải chịu Bão Greg vào ngày 25 tháng 12 năm 1996. Bão khiến cho hơn 100 người thiệt mạng, cùng 200–300 người khác mất tích và 3.000–4.000 người mất nhà ở. Sabah nằm trên Mảng Sunda song chịu sức nén từ Mảng Úc và Mảng Philippines, do vậy dễ bị động đất và bang từng chịu ba trận động đất lớn kể từ năm 1923, trong đó động đất năm 2015 là mạnh nhất. Dãy Crocker cùng với Núi Kinabalu được tạo thành trong thời kỳ Trung Tân giữa, sau khi bị Kiến tạo sơn Sabah nâng lên do sức nén.

### Đa dạng sinh học

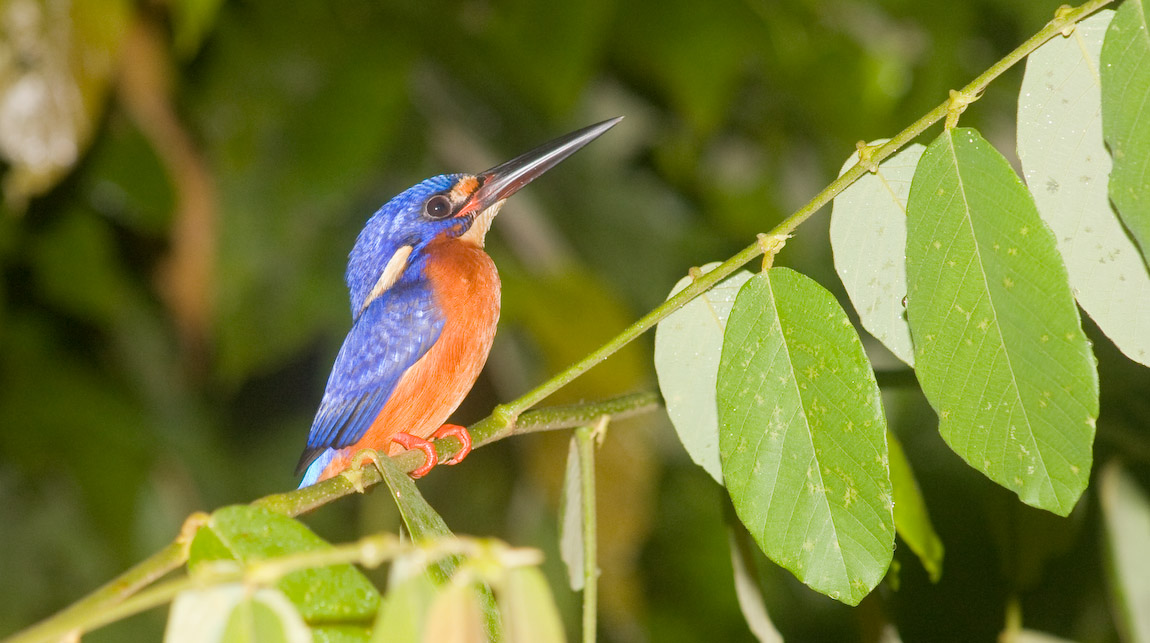
Bồng chanh tai xanh tại khu vực hạ du sông Kinabatangan, một loài đặc hữu của Borneo.

Rừng rậm Sabah sở hữu hệ thống động thực vật đa dạng. Hầu hết sự đa dạng sinh học của Sabah nằm trong các khu vực bảo tồn rừng, vốn chiếm một nửa tổng diện tích bang là 7,34 triệu ha. Các khu bảo tồn rừng là bộ phận của 20 triệu ha rừng rừng mưa xích đạo được phân định theo sáng kiến "Heart of Borneo". Các khu rừng bao quanh thung lũng sông Kinabatangan là đồng bằng ngập nước có rừng bao phủ lớn nhất tại Malaysia. Vườn quốc gia Dãy Crocker là vườn quốc gia lớn nhất trong bang, có diện tích 139.919 ha. Hầu hết khu vực vườn có rừng rậm bao phủ và có tấm quan trọng do là một khu vực chứa nước khi nước đầu nguồn của nó nối với năm sông lớn tại khu vực bờ tây. Vườn quốc gia Kinabalu được xác định là một di sản thế giới UNESCO vào năm 2000 nhờ phong phú về đa dạng thực vật cùng với các điều kiện địa chất, địa hình, và khí hậu độc đáo. Vườn có hơn 4.500 loài động thực vật, gồm có 326 loài chim và khoảng 100 loài thú cùng với hơn 110 loài ốc cạn.

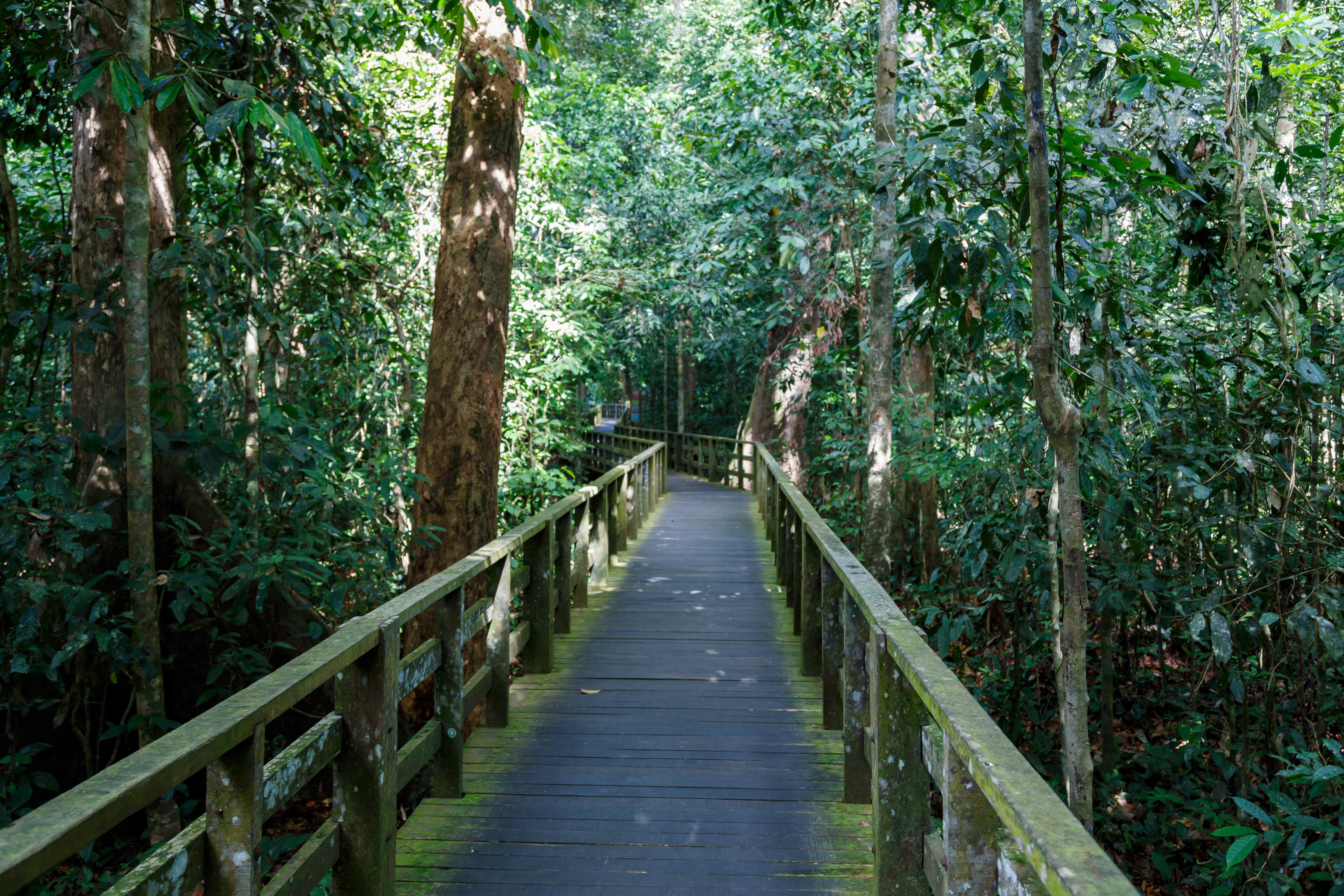
Một đường tản bộ qua Trung tâm Phục hồi Sepilok Orang Utan.

Đảo Tiga được hình thành thông qua núi lửa bùn phun trào vào năm 1897. Đảo nay là bộ phận của Vườn quốc gia Đảo Tiga cùng các đảo Kalampunian Besar và Kalampunian Damit, là một điểm đến du lịch, có sản phẩm du lịch tắm bùn. Vườn quốc gia Tunku Abdul Rahman gồm có một nhóm năm đảo Gaya, Manukan, Mamutik, Sapi và Sulug. Các đảo này được cho là từng liền với Dãy Crocker song bị tách ra khi mực nước biển dâng lên từ cuối kỷ băng hà. Vườn Hải dương Tun Mustapha là vườn hải dương lớn nhất nằm tại phía bắc của Sabah. Nó bao gồm ba đảo lớn là Banggi, Balambangan và Malawali. Vườn Hải dương Tun Sakaran nằm tại phía đông nam của Sabah. Vườn gồm có các đảo Bodgaya, Boheydulang, Sabangkat và Salakan cùng các cồn cát Maiga, Mantabuan và Sibuan. Bodgaya được công bố là một khu bảo tồn rừng, còn Boheydulang là một khu bảo tồn chim.
Vườn quốc gia Tawau Hills là một khu vực đầu nguồn nước tự nhiên. Vườn gồm các cảnh quan núi lửa gồ ghề, có một suối nước nóng và các thác nước ngoạn mục. Giáp ranh với Quần đảo Turtle của Philippines là Vườn quốc gia Quần đảo Turtle, nó gồm có ba đảo Selingaan, Bakkungan Kechil và Gulisaan và nổi tiếng do là nơi đẻ trứng của đồi mồi dứa và đồi mồi. Các khu vực hoang dã quan trọng khác tại Sabah gồm Bồn địa Maliau, Thung lũng Danum, Tabin, Hẻm núi Imbak và Sepilok. Các địa điểm này được xác định là vườn quốc gia, khu bảo tồm loài hoang dã, khu bảo tồn rừng nguyên sinh, hay khu vực bảo tồn rừng phòng hộ. Ngoài khơi bờ biển Sabah là một số đảo có nhiều rặng san hô như Ligitan, Sipadan, Selingaan, Tiga và Layang-Layang (đá Hoa Lau). Các đảo lớn khác gồm có Jambongan, Timbun Mata, Bum Bum và Sebatik. Chính phủ bang Sabah đã ban hành một số luật nhằm bảo vệ các khu rừng và các loài hoang dã gặp nguy hiểm theo Sắc lệnh Động vật năm 1962, Đạo luật Rừng năm 1968 và Đạo luật Bảo tồn Loài hoang dã năm 1997 cùng các luật khác. Theo Đạo luật Bảo tồn Loài hoang dã, bất kỳ cá nhân nào săn bắn trong đất khu bảo tồn sẽ bị tống giam đến 5 năm và bị phạt 50.000 ringgit. Chính phủ bang cũng có kế hoạch tiến hành săn bắn theo mùa nhằm bảo tồn loài hoang dã trong khi duy trì truyền thống săn bắn của cư dân bản địa.

#### Các vấn đề bảo tồn

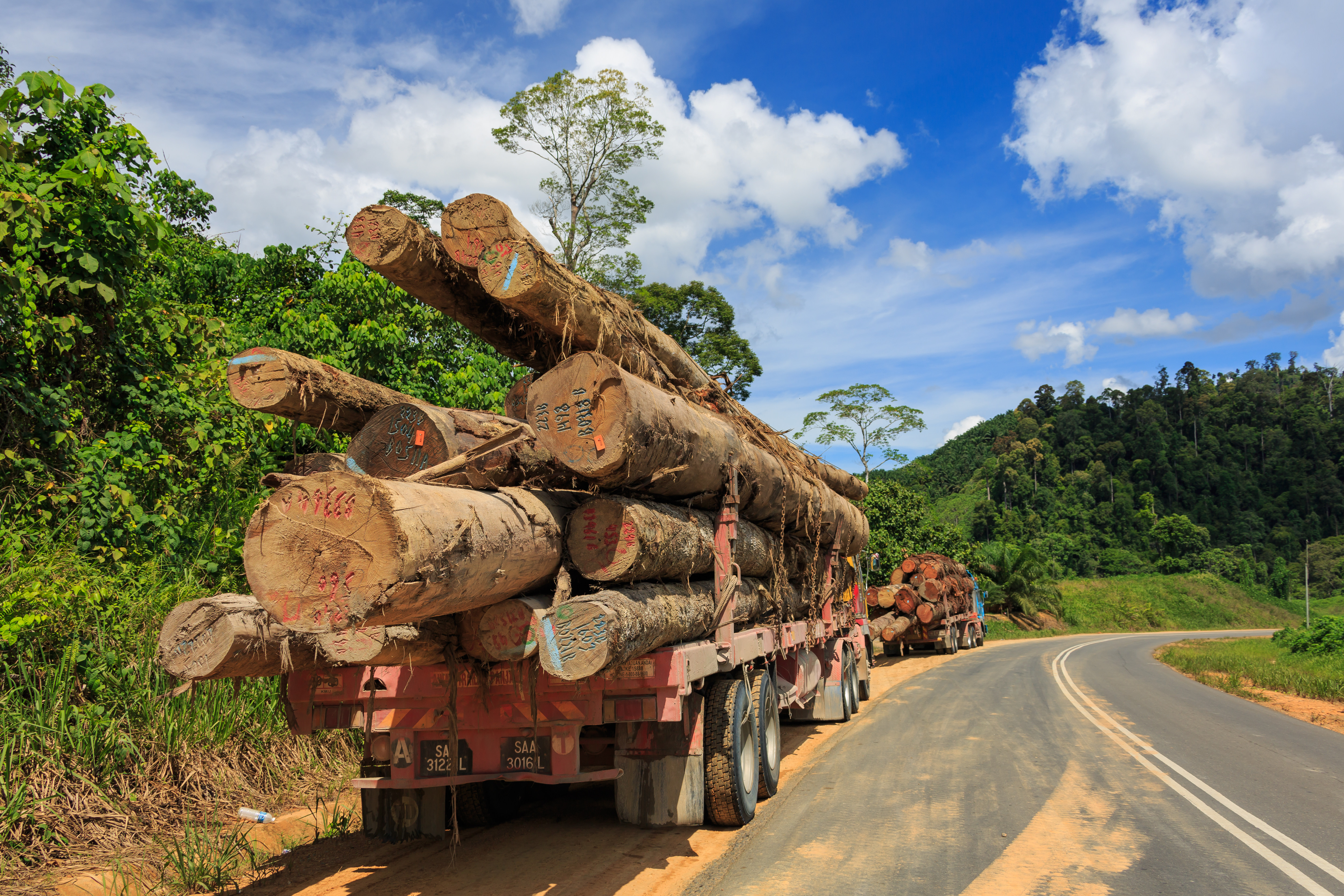
Một xe tải chở gỗ tại Tawau, đốn gỗ đóng góp trên 50% thu nhập của bang.

Từ sau Chiến tranh thế giới thứ hai, ngành gỗ bùng nỗ do nhu cầu nguyên liệu thô từ các quốc gia công nghiệp, các khu rừng của Sabah dần bị xâm hại do khai thác gỗ không kiểm soát và chuyển đổi đất rừng thành đồn điền cọ dầu. Từ năm 1970, lĩnh vực lâm sản đóng góp trên 50% thu nhập của bang, một nghiên cứu tiến hành vào năm 1997 chỉ ra rằng bang hầu như mất hết các khu rừng nguyên sinh bên ngoài các khu vực bảo tồn. Chính phủ bang kiên định duy trì đa dạng sinh học trong bang trong khi đảm bảo kinh tế bang tiếp tục tồn tại. Trong lúc đôi khi đối diện với nhiệm vụ khó khăn để kiểm soát các hoạt động như vậy dù có luật để ngăn chặn chúng. Ngoài ra, nhu cầu về phát triển và nhu yếu phẩm cơ bản cũng trở thành một vấn đề trong khi bảo tồn tự nhiên. Hoạt động khai mỏ thải trực tiếp chất gây ô nhiễm và kim loại nặng ra sông, hồ chứa, ao và ảnh hưởng đến nước ngầm. Một báo cáo môi trường công bố vào năm 1994 tường thuật sự tồn tại của kim loại nặng tại Sông Damit/Tuaran vượt mức an toàn để sử dụng. Nước của sông Liwagu cũng được báo cáo là có kim loại nặng được cho là bắt nguồn từ Mỏ đồng Mamut. Cháy rừng cũng là một mối lo ngại do hạn hán và do các nông dân hoặc cá nhân thiếu trách nhiệm gây ra, trong vụ cháy rừng năm 2016 có hàng nghìn ha rừng bảo tồn tại Binsuluk trên bờ tây Sabah bị mất đi.
Đánh cá bằng thuốc nổ tràn lan đã hủy hoại nhiều rạn san hô và ảnh hưởng đến sản lượng thủy sản trong bang. Hơn nữa, các hoạt động khai thác cát sỏi phi pháp trên các sông Padas, Papar và Tuaran trở thành các mối lo ngại mới cùng với săn bắn và cậu trộm loài hoang dã và động vật thủy sinh. Do phá rừng nghiêm trọng cùng với săn bắn ồ ạt, tê giác Sumatra bị tuyên bố là tuyệt chủng tại Sabah vào đầu năm 2015. Một số loài khắc bị đe dọa tuyệt chủng là bò rừng, lợn râu, báo gấm, cá cúi, voi, cá sấu Mã Lai, đồi mồi dứa, đồi mồi, đười ươi, tê tê, khỉ vòi, cá mập sông, cá đuối ó mũi thô, nai, cá mập và gấu chó. Mặc dù cộng đồng bản địa cũng liên quan đến săn bắn, song họ săn dựa trên niềm tin tinh thần và thói quen và trên quy mô nhỏ, khác biệt với những người săn trộm. Các tập quản bản địa như "maganu totuo" hay "montok kosukopan", "tuwa di powigian", "managal" hay "tagal" và "meminting", đã giúp duy trì tài nguyên và ngăn chặn chúng suy giảm.

## Kinh tế
GDP Sabah theo lĩnh vực (2014)
Kinh tế Sabah chủ yếu dựa trên khu vực thứ nhất như nông nghiệp, lâm nghiệp và dầu mỏ. Hiện tại khu vực thứ ba giữ vai trò quan trọng trong kinh tế bang, đặc biệt là du lịch và dịch vụ. Do phong phú về đa dạng sinh học, bang cung cấp loại hình du lịch sinh thái. Mặc dù trong những năm gần đây ngành công nghiệp du lịch chịu tác động từ các cuộc tấn công và bắt cóc du khách của các nhóm chiến binh có căn cứ tại miền nam Philippines, song nó vẫn ổn định cùng với việc tăng cường an ninh tại miền đông Sabah và Biển Sulu. Lĩnh vực du lịch đóng góp 10% GDP của bang và được dự đoán còn tăng lên. Đa số khách du lịch đến từ Trung Quốc, tiếp đến là Hàn Quốc, Úc, và Đài Loan. Kể từ thập niên 1950, cao su và dừa là các nguồn thu chính của nông nghiệp Bắc Borneo. Ngành gỗ bắt đầu nổi lên trong thập niên 1960 do nhu cầu cao về nguyên liệu thô từ các quốc gia công nghiệp. Tuy nhiên, nó bị ngành dầu mỏ thay thế trong thập niên 1970 sau khi phát hiện được dầu trong khu vực bờ biển phía tây Sabah. Trong cùng năm, ca cao và dầu cọ được đưa vào danh sách. Chính phủ bang Sabah tìm cách tăng ngân quỹ bang từ 6 triệu ringgit lên 12 triệu ringgit và tỷ lệ nghèo giàm suốt gần một nửa còn 33,1% vào năm 1980. Bang phát triển nhanh chóng khu vực sơ khai tạo ra sức hút với những người tìm việc tại Indonesia và Philippines do lực lượng lao động trong bang không đủ. GDP của bang đương thời đứng sau Selangor và Kuala Lumpur, là bang giàu thứ ba mặc dù lĩnh vực chế tạo có quy mô nhỏ. Tuy nhiên, đến năm 2000, Sabah bắt đầu trở thành bang nghèo nhất do vẫn dựa trên tài nguyên tự nhiên làm nguồn thu nhập chính của mình. Do đó Hành lang Phát triển Sabah (SDC) được Thủ tướng Abdullah Ahmad Badawi lập ra vào năm 2008 với tổng vốn đầu tư 105 tỷ ringgit trong 18 năm để tăng GDP của bang lên 63,2 tỷ ringgit vào năm 2025. Khoảng 5,83 tỷ ringgit được phân bổ mỗi năm để phát triển hạ tầng cùng với tạo ra 900.000 việc làm. Chính phủ liên bang đặt mục tiêu diệt trừ nghèo nàn cốt lõi khi kết thúc Kế hoạch lần thứ 9 của Malaysia (9MP) với tỷ lệ nghèo giảm từ 23% vào năm 2004 xuống 12% vào năm 2010 và 8,1% vào năm 2012. Từ khi thành lập Hành lang vào năm 2008, GDP của bang tăng đến 10,7%, cao hơn tốc độ tăng trưởng kinh tế quốc gia là 4,8%. Sau khủng hoảng tài chính thế giới năm 2009, GDP ghi nhận tăng trưởng 4,8% so với -1,5% của toàn quốc.

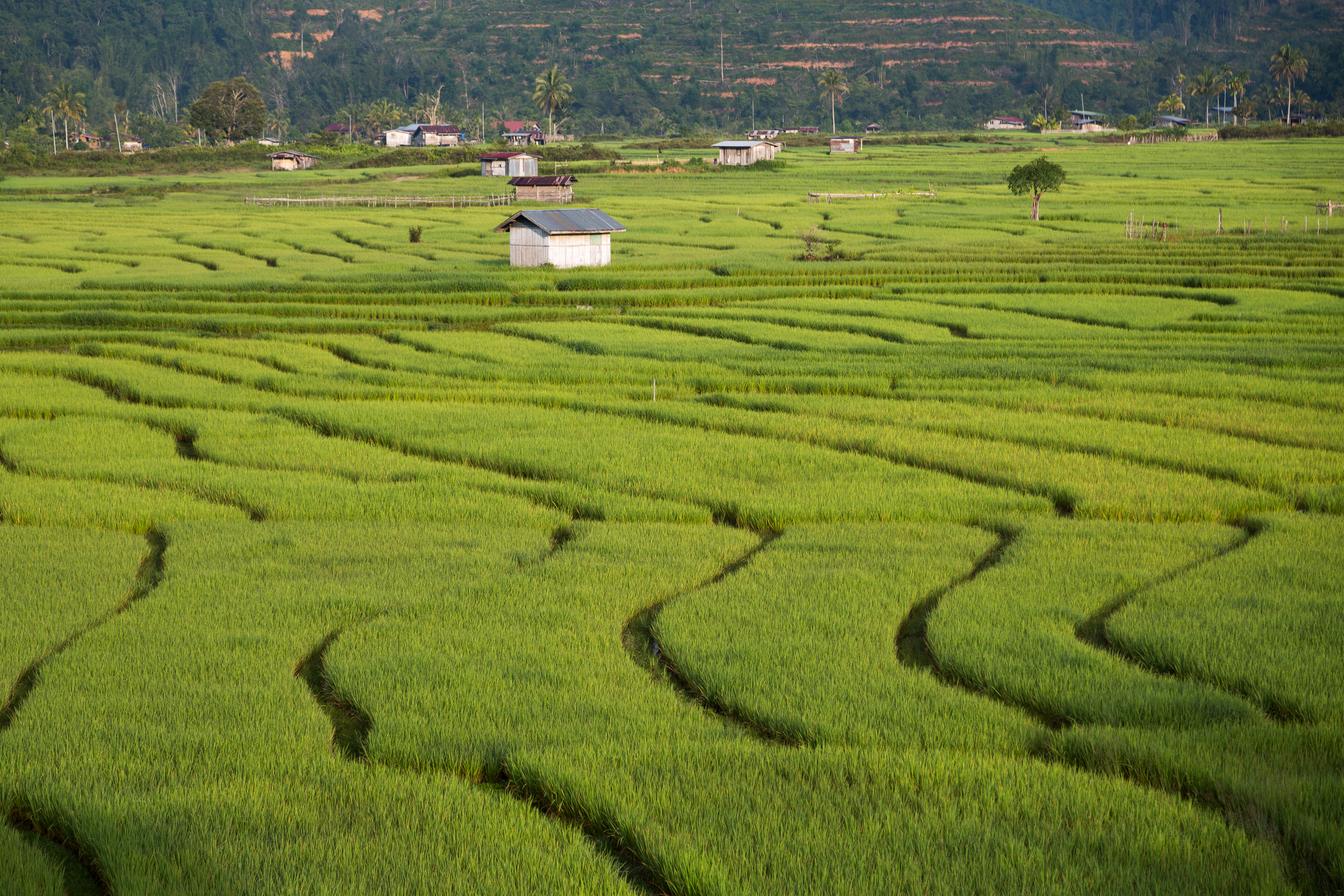
Ruộng lúa tại Tambunan.

Từ năm 2010 đến năm 2011, bang có tăng trưởng chậm hơn do thành tích yếu kém trong lĩnh vực dầu khí. Dựa theo khảo sát năm 2014, GDP của Sabah được báo cáo tăng trưởng 5,0% và vẫn là bang đóng góp lớn nhất trong lĩnh vực nông nghiệp toàn quốc với 18,1%, tiếp theo là Sarawak, Johor, Pahang và Perak. Tuy nhiên, GDP bình quân vẫn ở mức thấp với 19.672 ringgit, chỉ đứng trên Kelantan (11.815 ringgit) và Kedah (17.321 ringgit) trong 13 bang. Trong cùng năm, giá trị xuất khẩu của bang đạt 45,3 tỷ ringgit còn giá trị nhập khẩu đạt 36,5 tỷ ringgit. Thiết bị máy móc và giao thông chiếm hầu hết sản phẩm nhập khẩu, tiếp đến là nhiên liệu, dầu nhờn khai thác mỏ. Trong khi đó, xuất khẩu của Sabah hầu hết là dầu thô và dầu cọ. Bang hiện có tám cảng, trong đó hai cảng tại Sepanggar và mỗi đô thị Kota Kinabalu, Sandakan, Tawau, Kudat, Kunak và Lahad Datu có một cảng, chúng do Cục Cảng bộ Sabah điều hành và bảo quản, thuộc sở hữu của Suria Group. Theo Kế hoạch thứ 11 của Malaysia (11MP), chính phủ liên bang phê chuẩn phân bổ 800 triệu ringgit để mở rộng xử lý hàng hóa của Cảng Container Sapangar Bay từ 500.000 lên 1,25 triệu TEU mỗi năm cũng như tiếp nhận tàu lớn như tàu cỡ Panamax. Một khoản phân bổ bổ sung 333,51 triệu ringgit được tiến hành trong cùng năm, đưa tổng kinh phí của sự án lên 1,13 tỷ ringgit và dự kiến bắt đầu vào năm 2017. Ngành ngư nghiệp vẫn là bộ phận quan trọng trong kinh tế khu vực một của Sabah, đóng góp khoảng 200.000 tấn cá trị giá 700 triệu ringgit mỗi năm cũng như đóng góp 2,8% GDP của bang. Trong khi nuôi trồng thủy sản và nuôi cá lồng biển lần lượt tạo ra 35.000 tấn thủy sản nước ngọt và nước lợ và 360 tấn cá mú, cá bàng chài, cá chỉ vàng và tôm hùm càng với giá trị 60 triệu ringgit và 13 triệu ringgit. Sabah cũng là một trong những nơi cung cấp rong biển, hầu hết các trang trại nằm trên vùng biển quanh Semporna. Mặc dù gần đây ngành rong biển chịu tác động nghiêm trọng do hàng loạt vụ bắt cóc của nhóm chiến binh Abu Sayyaf có căn cứ tại Philippines gây ra.
Sabah hiện nhận được 5% tiền thuê mỏ dầu (tỷ lệ sản lượng dầu do công ty khai mỏ trả cho chủ mỏ) từ Petronas đối với dầu thăm dò tại lãnh hải của Sabah dựa trên Đạo luật Phát triển Dầu mỏ 1974. Đa số tài nguyên dầu khí nằm tại bồn Sabah Trough trên bờ biển phía tây. Sabah cũng nhận được 10% cổ phần trong cơ sở khí đốt hóa lỏng của Petronas tại Bintulu, Sarawak. Bất bình đẳng thu nhập và chi phí sinh hoạt cao vẫn là một vấn đề kinh tế lớn tại Sabah. Chi phí cao bị quy cho chính sách buôn bán duyên hải, song nguyên nhân là do khối lượng mậu dịch thấp, chi phí vận chuyển và năng lực xử lý hàng hóa tại cảng. Do đó, Thủ tướng Malaysia Najib Razak cam kết thu hẹp khoảng cách phát triển giữa Sabah và Bán đảo bằng cách cải thiện và xây thêm nhiều cơ sở hạ tầng trong bang. Dựa theo một báo cáo, tỷ lệ thất nghiệp trong bang giảm từ 5,1% (2014) xuống 4,7% (2015), song số lượng thất nghiệp vẫn ở mức cao. Khu ô chuột gần như không tồn tại ở Malaysia, tuy nhiên do lượng lớn người tị nạn đến từ miền nam Philippines nên Sabah chứng kiến gia tăng đáng kể số lượng khu ổ chuột. Nhằm giải quyết ô nhiễm nguồn nước và cải thiện vệ sinh, chính phủ bang Sabah đang làm việc để tái định cư họ đến các khu nhà ở tốt hơn. Nằm trong Khu vực Tăng trưởng Đông ASEAN (BIMP-EAGA), Sabah tiếp tục vị thế là một cửa ngõ chính của đầu tư khu vực. Đầu tư nước ngoài chủ yếu tập trung tại khu vực Khu Công nghiệp Kota Kinabalu (KKIP). Tuy nhiên, các quốc gia như Nhật Bản chủ yếu tập trung các dự án phát triển và đầu tư của họ tại khu vực nội lục và hải đảo từ sau khi kết thúc Chiến tranh thế giới thứ hai.

## Hạ tầng
Cơ sở hạ tầng công cộng của Sabah vẫn tụt hậu do thách thức về địa lý là bang lớn thứ nhì tại Malaysia. Bộ Phát triển hạ tầng Sabah (trước đây là Bộ Truyền thông và Công trình) chịu trách nhiệm về quy hoạch và phát triển toàn bộ cơ sở hạ tầng công cộng trong bang. Nhằm thu hẹp khoảng cách phát triển, chính phủ liên bang đang cho xây dựng mới và cải thiện cơ sở hạ tầng. Năm 2013, chính phủ bang Sabah phân bổ 1,583 tỷ ringgit cho phát triển cơ sở hạ tầng và tiện ích công cộng, và bang được phân bổ thêm 4,07 tỷ ringgit từ chính phủ liên bang trong Ngân sách Malaysia năm 2015. Kể từ Kế hoạch Malasyia thứ tám (8MP) cho đến năm 2014, tổng số 11,115 tỷ ringgit được phân bổ cho các dự án hạ tầng trong bang. Theo Kế hoạch Malaysia thứ 10 (10MP), cơ sở hạ tầng tại khu vực nông thôn được quan tâm bằng việc gia tăng cung cấp nước nông thôn, cung cấp điện và đường bộ.

### Năng lượng và tài nguyên nước

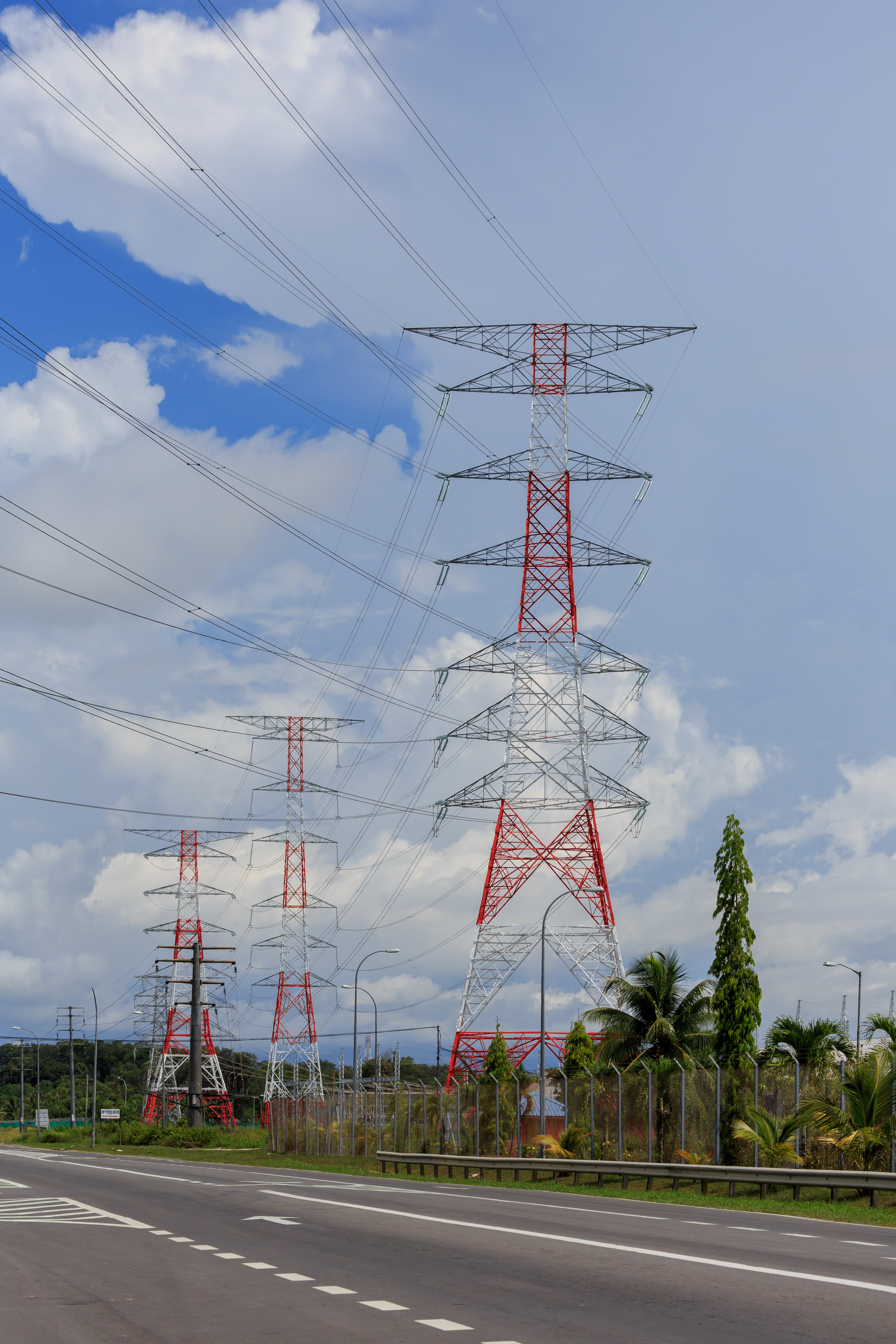
Cột điện cao áp nằm gần Nhà máy Điện Kimanis.

Phân phối điện tại Sabah và Labuan do Sabah Electricity Sdn. Bhd. (SESB) vận hành và quản lý. Điện năng của Sabah hầu hết lấy từ nhà máy nhiệt điện diesel, thủy điện và nhà máy điện chu trình hỗn hợp. Nhà máy thủy điện lớn duy nhất trong bang nằm tại Đập Tenom Pangi. Nhà máy điện chu trình hỗn hợp mang tên Kimanis được hoàn thành vào năm 2014, cung cấp 300 MW, với 285 MW dung lượng định mức. Nhà máy là liên doanh giữa Petronas và NRG Consortium, liên doanh cũng sở hữu các hạ tầng như đường ống dẫn khí Sabah-Sarawak và Cơ sở đầu mối Dầu khí Sabah. Ngoài ra, còn có hai nhà máy điện chu trình hỗn hợp có công suất 380 MW do Ranhill Holdings Berhad vận hành. Năm 2009, phạm vi cung cấp điện bao phủ 67% dân số bang và đến năm 2011 thì tăng lên 80%. Phạm vi này đạt 100% vào năm 2012 sau khi chính phủ liên bang phân bổ một khoản trị giá 962,5 triệu ringgit nhằm mở rộng lưới điện theo Ngân sách quốc gia năm 2012. Lưới điện được phân thành Bờ Tây và Bờ Đông, chúng được tích hợp kể từ năm 2007. Lưới điện Bờ Tây cung cấp điện năng cho Kota Kinabalu, Papar, Beaufort, Keningau, Kota Belud, Kota Marudu, Kudat và Labuan với công suất 488,4 MW và nhu cầu tối đa 396,5 MW. Trong khi Lưới điện Bờ Đông cung cấp điện năng cho các đô thị lớn Sandakan, Kinabatangan, Lahad Datu, Kunak, Semporna và Tawau với công suất 333,02 MW và nhu cầu tối đa 203,3 MW. Từ năm 2007, có một nỗ lực nhằm lập một nhà máy điện than tại Lahad Datu song bị cư dân địa phương và các tổ chức phi chính phủ phản đối vì khả năng gây ô nhiễm. Do đó, Sabah bắt đầu tìm phương pháp khác để phát điện bằng cách sử dụng năng lượng tái tạo như mặt trời, mini hydro, sinh khối, địa nhiệt, vi tảo và thủy triều. Chính phủ Nhật Bản viện trợ cho dự án điện mặt trời trên đảo Larapan tại bờ biển phía đông Sabah vào năm 2010. Năm 2016, dự án địa nhiệt đầu tiên tại Malaysia được bắt đầu phát triển tại Tawau để gia tăng điện năng tại bờ biển phía đông sau khi một nghiên cứu của United States GeothermEx Inc. và Jacobs New Zealand biểu thị sự tồn tại của một hệ thống địa nhiệt có hiệu năng tập trung quanh sườn Núi Maria tại Apas Kiri. Công ty GS Caltex của Hàn Quốc cũng dự định xây nhà máy năng lượng sinh học butanon đầu tiên của Malaysia tại Sabah.
Toàn bộ các đường ống cung cấp nước trong bang nằm dưới quyền điều hành của Cục Nước Sabah thuộc Bộ Phát triển Hạ tầng Sabah. Cục điều hành 73 nhà máy xử lý nước, trung bình 1,19 tỷ lít nước được phân phối mỗi ngày để đáp ứng nhu cầu của cư dân Sabah. Phạm vi cung cấp nước đạt 100% tại các đô thị lớn còn tại các khu vực nông thôn, phạm vi chỉ khoảng 75% với tổng chiều dài đường ống công cộng lên tới 15.031 km. Đập cung cấp nước duy nhất trong bang là Đập Babagon chứa 21.000 triệu lít nước. Nhằm đáp ứng nhu cầu gia tăng, Đập Kaiduan được đề xuất xây dựng song bị các dân làng vùng dự án phản đối. Sabah có nhu cầu khí đốt tự nhiên 350 mmscfd vào năm 2013, tăng lên 523 mmscfd vào năm 2015. Khí dầu mỏ hóa lỏng của Malaysia rẻ hơn nhiều do được chính phủ liên bang trợ giá, người ta phát hiện vào năm 2015 rằng khoảng 20.000 xylanh khí tại bờ đông của Sabah bị buôn lậu sang Indonesia và miền nam Philippines khiến cho nhiều người Sabah khó có đủ nguồn cung khí. Nhằm đối phó, Bộ Nội thương, Hợp tác xã và Bảo vệ người Tiêu dùng Malaysia đã đình chỉ tạm thời toàn bộ giấy phép bán xylanh khí đến các quốc gia láng giềng.

### Viễn thông và truyền thông

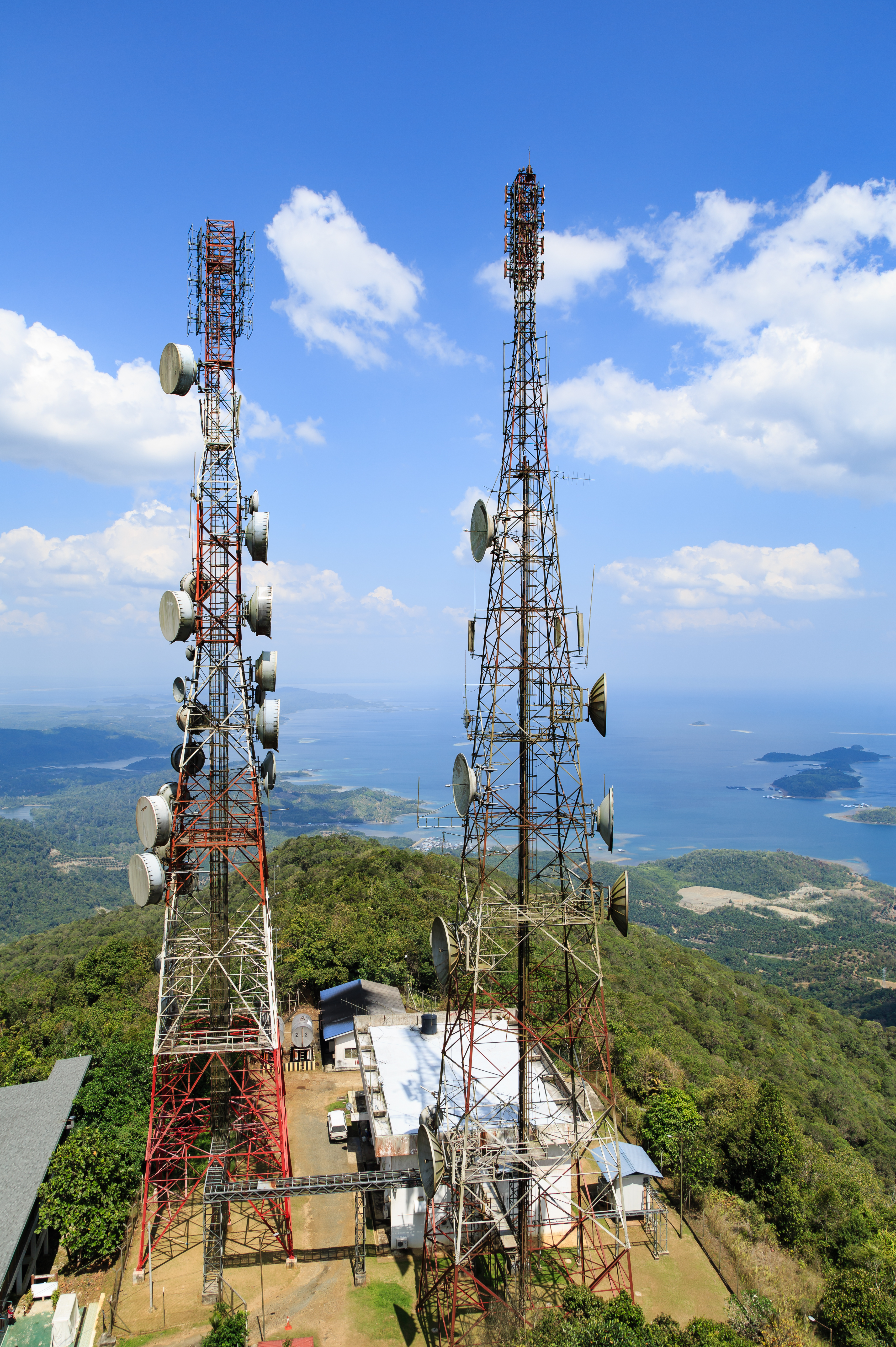
Tháp viễn thông trên đỉnh Núi Silam đối diện Vịnh Darvel tại Lahad Datu.

Viễn thông tại Sabah và Sarawak ban đầu do Cục Bưu chính Viễn thông quản lý cho đến năm 1967, và do Cable & Wireless Communications của Anh bảo trì cho đến khi toàn bộ được chuyển giao cho công ty có trụ sở tại Malaysia Bán đảo. Công ty viễn thông Anh đã lập một tuyến cáp ngầm nối Kota Kinabalu với Singapore và Hồng Kông. Sau sự mở rộng của công y có trụ sở tại Malaysia Bán đảo vào năm 1968, Cục Bưu chính và Viễn thông Sabah được hợp nhất với cục viễn thông Bán đảo để hình thành Cục Viễn thông Malaysia. Toàn bộ các hoạt động dưới quyền Cục Viễn thông Malaysia được chuyển giao cho Syarikat Telekom Malaysia Berhad (STM), nó trở thành công ty niêm yết công khai vào năm 1991 và chính phủ liên bang nắm giữ phần lớn cổ phần. Ngoài ra còn có các công ty viễn thông khác hoạt động trong mang song chỉ cung cấp dịch vụ điện thoại di động. Năm 2006, bang có tỷ lệ thâm nhập đường dây trao đổi trực tiếp (DEL) thấp nhất, với tỷ lệ thâm nhập điện thoại di động và internet chỉ là 6,5 trên 100 cư dân. Hầu hết cư dân thuộc nhóm thu nhập thấp sử dụng điện thoại di động internet hay internet tại cơ quan thay vì lắp đặt dịch vụ internet tại nhà do không có đường truyền tốc độ cao giá thấp. Đến cuối năm 2014, chỉ có 934 hotspot viễn thông tại Sabah. Do đó, chính phủ hành động nhằm tăng thâm nhập và năng lực kết nối internet cung như để khắc phục khoảng cách giữa Sabah và Bán đảo. Viễn thông di động tại Sabah chủ yếu sử dụng 4G và 3G và có dịch vụ Wi-Fi nông thôn miễn phí do chính phủ liên bang cung cấp mang tên Kampung Tanpa Wayar 1Malaysia (KTW) song tốc độ internet công cộng của Malaysia thấp hơn nhiều quốc gia khác.
Lưu lượng internet của bang hiện tại được định tuyến thông qua một hub tại thủ đô Kuala Lumpur, truyền qua một cáp ngầm nối Bán đảo với Kota Kinabalu. Hệ thống được xem là tốn kém và không hiệu quả đặc biệt là do giá thuê băng thông với khoảng cách lớn. Từ năm 2000, có một kế hoạch để xây một hub internet riêng của Sabah song kế hoạch bất thành do chi phí cao và tỷ lệ sử dụng thấp trong bang. Kế hoạch thay thế khác gồm việc sử dụng cổng internet Brunei trong ngắn hạn trước khi lập cổng riêng của Sabah. Đến năm 2016, chính phủ liên bang bắt đầu lập cổng internet đầu tiên cho Đông Malaysia bằng cách đặt cáp ngầm 60 terabyte sẽ do một công ty tư nhân mang tên Xiddig Cellular Communications Sdn. Bhd. phát triển với chi phí khoảng 850 triệu ringgit. Theo Dự án Hệ thống Cáp 1Malaysia (SKR1M), một tuyến cáp ngầm mới cho internet tốc độ cao được xây dựng từ Kota Kinabalu đến Pahang tại Bán đảo, hoàn thành vào năm 2017. Hệ thống cáp ngầm 1Malaysia cũng sẽ liên kết thủ phủ bang với Miri, Bintulu và Kuching tại Sarawak cùng với Mersing tại Johor, sẽ tăng tốc độ băng thông lên đến 12 terabyte mỗi giây. Tuyến cáp ngầm khác là Dự án Cáp ngầm và cạn BIMP-EAGA (BEST) được xây dựng từ Kota Kinabalu đến Tawau để liên kết Sabah với Brunei, Kalimantan và Mindanao, hoàn thành vào năm 2018. Đầu năm 2016, chính phủ bang và công ty Huawei ký một thỏa thuận để đưa Sabah trở thành trung tâm công nghệ thông tin và viễn thông bằng cách tận dụng chuyên môn ICT của Huawei. Có thêm nhiều điểm Wi-Fi tốc độ cao được quy hoạch tại Sabah, đặc biệt là cho thủ phủ.
Chính phủ liên bang Malaysia điều hành một kênh truyền hình là TVi và hai kênh phát thanh cho Sabah, mang tên Sabah FM và Sabah vFM cùng các kênh phát thanh cấp huyện như Sandakan FM, Tawau FM và Keningau FM. Các kênh phát thanh khác như KK FM nằm dưới quyền điều hành của Đại học Malaysia Sabah, còn Bayu FM chỉ hiện diện trên truyền hình vệ tinh Astro. Một đài phát thanh độc lập mang tên Kupi-Kupi FM được lên sóng vào năm 2016. Các đài phát thanh có căn cứ tại Bán đảo cũng đặt văn phòng của họ tại bang để khai thác thị trường mới nổi. Các DJ người Sabah chủ yếu được thuê và các bài hát địa phương của bang sẽ được phát để đáp ứng thị hiếu của thính giả. Truyền hình phát sóng tại bang được phân thành truyền hình mặt đất và vệ tinh. Do Malaysia đặt mục tiêu chuyển đổi truyền hình số, toàn bộ tín hiệu analogue sẽ ngưng lại. Có hai loại nhà cung cấp truyền hình trả phí như MYTV Broadcasting (số mặt đất) và Astro NJOI (vệ tinh). Tờ báo đầu tiên được lập ra tại Sabah là Sabah Times (đổi tên thành New Sabah Times), do người sau này trở thành thủ hiến đầu tiên của bang thành lập nên. Các báo lớn khác gồm có Daily Express, Hoa kiều nhật báo, The Borneo Post có trụ sở tại Sarawak, Tinh Châu nhật báo có trụ sử tại Bán đảo và Borneo Bulletin có trụ sở tại Brunei.

### Giao thông

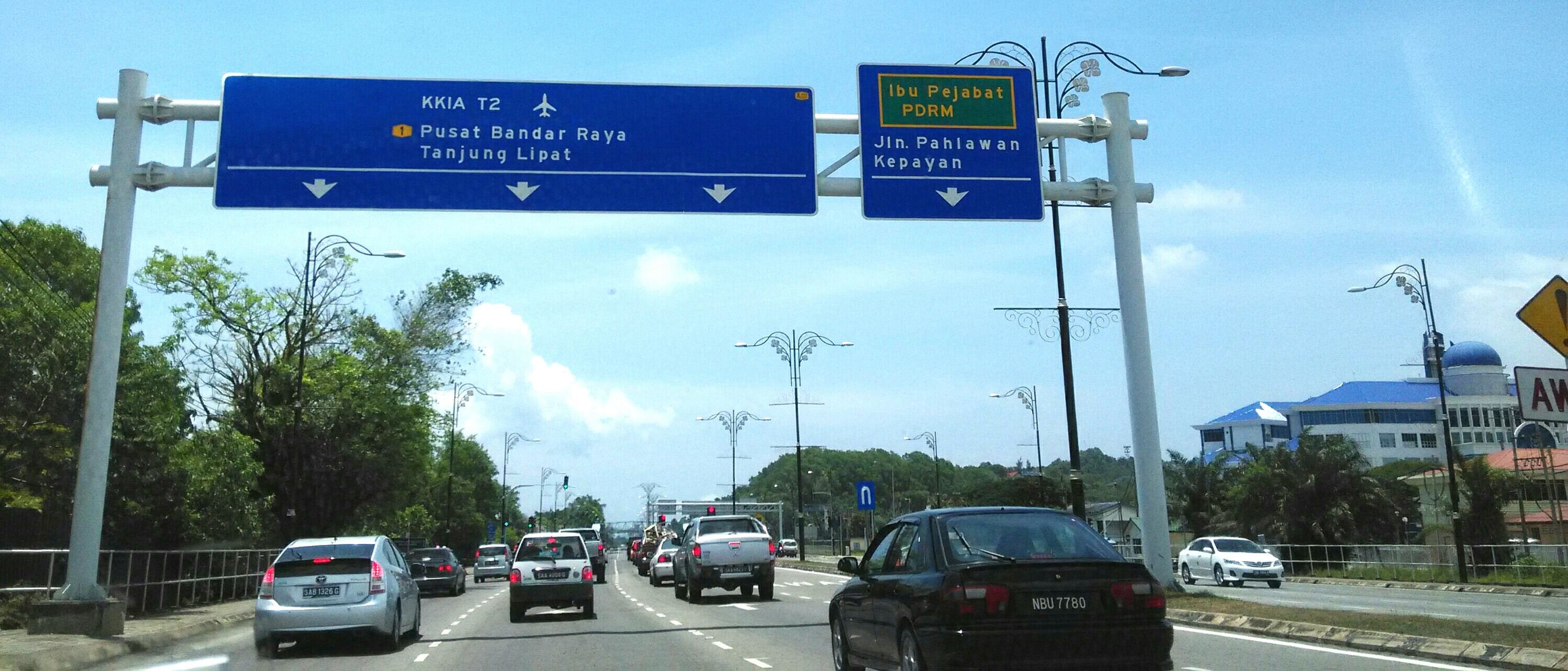
Xa lộ tám làn tại thủ phủ Kota Kinabalu, thuộc Xa lộ Liên Borneo.

Sabah có hệ thống đường bộ dài tổng cộng 21.934 kilômét (13.629 mi) vào năm 2016, trong đó 11.355 kilômét (7.056 mi) là đường được xử lý bề mặt. Trước khi thành lập Malaysia, Sabah cùng với Sarawak chỉ có hệ thống đường bộ thô sơ. Hầu hết các đường trục được xây dựng từ thập niên 1970 cho đến thập niên 1980 bằng tiền vay của Ngân hàng Thế giới. Năm 2005, 61% đường bộ trong bang vẫn là đường rải sỏi hoặc chưa được lát, có 1.428 kilômét (887 mi) đường liên bang và 14.249 kilômét (8.854 mi) đường cấp bang, trong đó 6.094 kilômét (3.787 mi) được xử lý kín bề mặt trong khi 9.583 kilômét (5.955 mi) còn lại được rải sỏi hoặc chưa được lát. Tình trạng này dẫn đến khác biệt lớn giữa đường trong bang và tại Bán đảo, khi mà chỉ có 38,9% được xử lý kín bề mặt trong khi tỷ lệ này tại Bán đảo là 89,4%. Do đó, Hành lang Phát triển Sabah được thực hiện để mở rộng phạm vi đường bộ tại Sabah cùng với xây dựng Xa lộ Liên Borneo. Kể từ Kế hoạch Malaysia thứ 9, nhiều dự án đường bộ được thực hiện trong khuôn khổ Hành lang và khoảng 50 triệu ringgit được chi để sửa lại các đường chính của Sabah kể từ Kế hoạch Malaysia thứ 8. Chi phí cao để sửa đường bộ thường xuyên khiến chính phủ bang Sabah tìm các cách thức khác để liên kết mọi huyện lớn bằng các đường bộ có hầm qua các vùng cao, cũng để tiết kiệm thời gian và nhiên liệu do rút ngắn khoảng cách và tránh sạt lở. Đầu năm 2016, dự án mở rộng Xa lộ Liên Borneo được tiến hành để nâng số làn từ hai lên bốn, trong khi xa lộ thành phố được nâng số làn từ bốn lên tám, cũng như xây dựng các tuyến đường mới để liên kết Sabah với Sarawak, Brunei và Xa lộ Liên Kalimantan tại Indonesia. Dự án được chia thành hai gói, gói Bờ Tây sẽ hoàn thành vào năm 2021, còn gói Bờ Đông sẽ hoàn thành vào năm 2022. Toàn bộ đường cấp bang do Cục Công trình Công cộng của bang bảo quản, trong khi đường cấp liên bang do Cục Công trình Công cộng quốc gia bảo quản.
Sabah sử dụng đường làn kép và theo quy tắc giao thông bên trái. Toàn bộ các đô thị lớn tại Sabah cũng có dịch vụ vận chuyển công cộng như buýt, taxi và xe tải. Buýt nhanh Kota Kinabalu được xây dựng để cung ứng hệ thống vận chuyển nhanh tại thủ phủ bang. Một tuyến đường sắt do Sabah State Railway vận hành cung cấp dịch vụ hàng ngày cho những người đi làm, lữ khách, cũng như vận chuyển hàng hóa. Một công ty tư nhân do Sutera Harbour sở hữu mang tên North Borneo Railway vận hành các chuyến di thư giãn cho du khách. Ga xe lửa và cơ sở đầu cuối nằm tại Tanjung Aru, không xa sân bay thành phố. Các ga lớn khác gồm có Papar, Beaufort, Halogilat và Tenom. Dự án Aeropod tại ga lớn Tanjung Aru sẽ hiện đại hóa ga và cung cấp tiền đề cho đường sắt nhẹ trong tương lai. Sân bay quốc tế Kota Kinabalu là cửa ngõ chính đến Sabah. Các sân bay nhỏ hơn gồm có Sân bay Kudat, Sân bay Lahad Datu, Sân bay Sandakan và Sân bay Tawau. Sân bay Layang-Layang trên đá Hoa Lau tại Trường San đóng vai trò là một sân bay quân sự và dân sự. Ba hãng hàng không phục vụ các tuyến bay tại Sabah: Malaysia Airlines, AirAsia, và Malindo Air. Sabah Air là một công ty hàng không thuê bao trực thăng, thuộc sở hữu của chính phủ bang Sabah, phục vụ các chuyến bay ngắm cảnh cho khách hàng cũng như vận chuyển các quan chức chính phủ bang.
Sabah có tổng cộng tám cảng hoạt động tại Sepanggar, Kota Kinabalu, Sandakan, Tawau, Kudat, Kunak và Lahad Datu. Cảng Container Vịnh Sapangar là trung tâm trung chuyển chính của Khu vực Tăng trưởng Đông ASEAN BIMP-EAGA. Cảng đầu cuối Dầu Vịnh Sapangar là cảng đầu cuối chủ yếu của sản phẩm lọc dầu và hóa chất lỏng tại Bờ Tây. Cảng Kota Kinabalu vẫn là một cảng hàng hóa phổ thông. Trong khi toàn bộ các cảng tại miền bắc và miền đông Sabah chuyên chở các sản phẩm liên quan đến cọ dầu cũng như hàng hóa tổng thể. Dịch vụ phà tại Bờ Tây cung cấp các chuyến đi từ Kota Kinabalu và Kuala Penyu đến Labuan. Tại Bờ Đông, có dịch vụ phà từ Tawau đến Nunukan và Tarakan tại Kalimantan, Indonesia. Cũng có dịch vụ phà từ Sandakan đến Zamboanga và từ Kudat đến Buliluyan, Bataraza của Palawan tại Philippines, song hai dịch vụ này bị đình chỉ vì lý do an ninh.

### Y tế

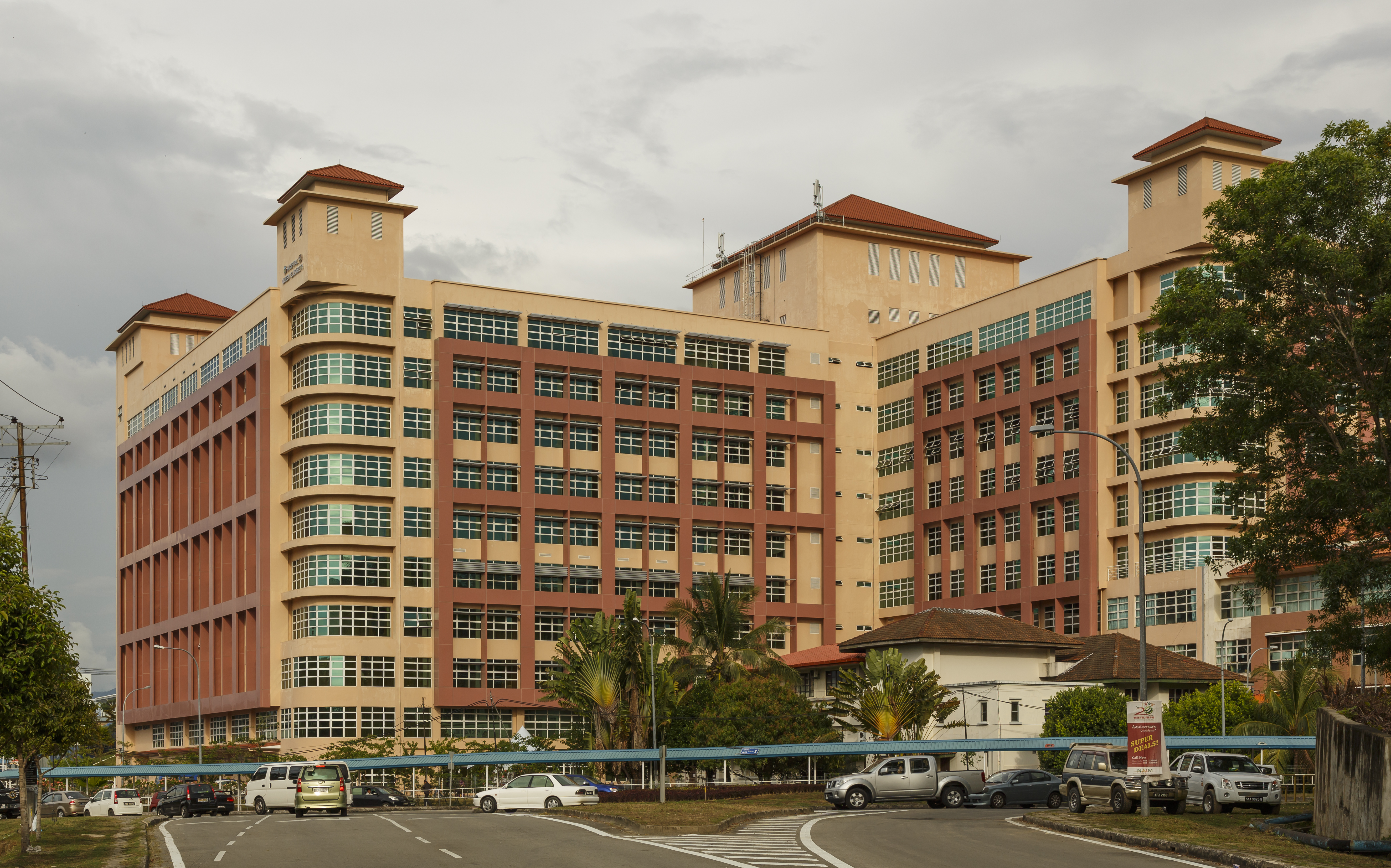
Bệnh viện Queen Elizabeth là một bệnh viện lớn tại Sabah.

Sabah có bốn bệnh viện công lớn: Bệnh viện Queen Elizabeth, Bệnh viện Queen Elizabeth Hospital II, Bệnh viện Duchess of Kent và Bệnh viện Tawau cùng với 13 bệnh viện cấp huyện, các bệnh viện phụ khoa và nhi khoa, bệnh viện tâm thần, phòng khám công cộng, phòng khám 1Malaysia và các phòng khám nông thôn. Ngoài các bệnh viện và phòng khám công, còn có một số bệnh viện tư nhân như Gleneagles Kota Kinabalu, Bệnh viện chuyên khoa KPJ, Trung tâm chuyên khoa Damai (DSC), Trung tâm chuyên khoa Rafflesia (RSC) và Trung tâm Y khoa Jesselton (JMC). Ngoài ra, còn có một cơ sở điều trị nghiện mang tên Solace Sabah tại thủ phủ bang để chữa trị các vấn đề liên quan đến nghiện rượu và ma túy.
Năm 2011, tỷ lệ bác sĩ-bệnh nhân trong bang là 1:2.480 – thấp hơn mức khuyến cáo của Tổ chức Y tế Thế giới (WHO) là 1 bác sĩ trên 600 bệnh nhân. Do khối lượng công việc nặng và thiếu quan tâm từ những cử nhân trẻ tuổi, Sabah đối diện với thiếu hụt bác sĩ. Nhiều bác sĩ từng phục vụ trong các bệnh viện công đã quyết định chuyển sang bệnh viện tư nhân do công việc nặng nhọc mà chỉ nhận được lương thấp song các bệnh viện tư nhân không dễ dàng tuyển dụng họ. Do đó nhằm ngăn chặn tiếp tục thiếu hụt bác sĩ, chính phủ liên bang khởi xướng các biện pháp khác nhau để đào tạo nhiều bác sĩ hơn bằng kinh phí lớn được phân bổ mỗi năm.

### Giáo dục

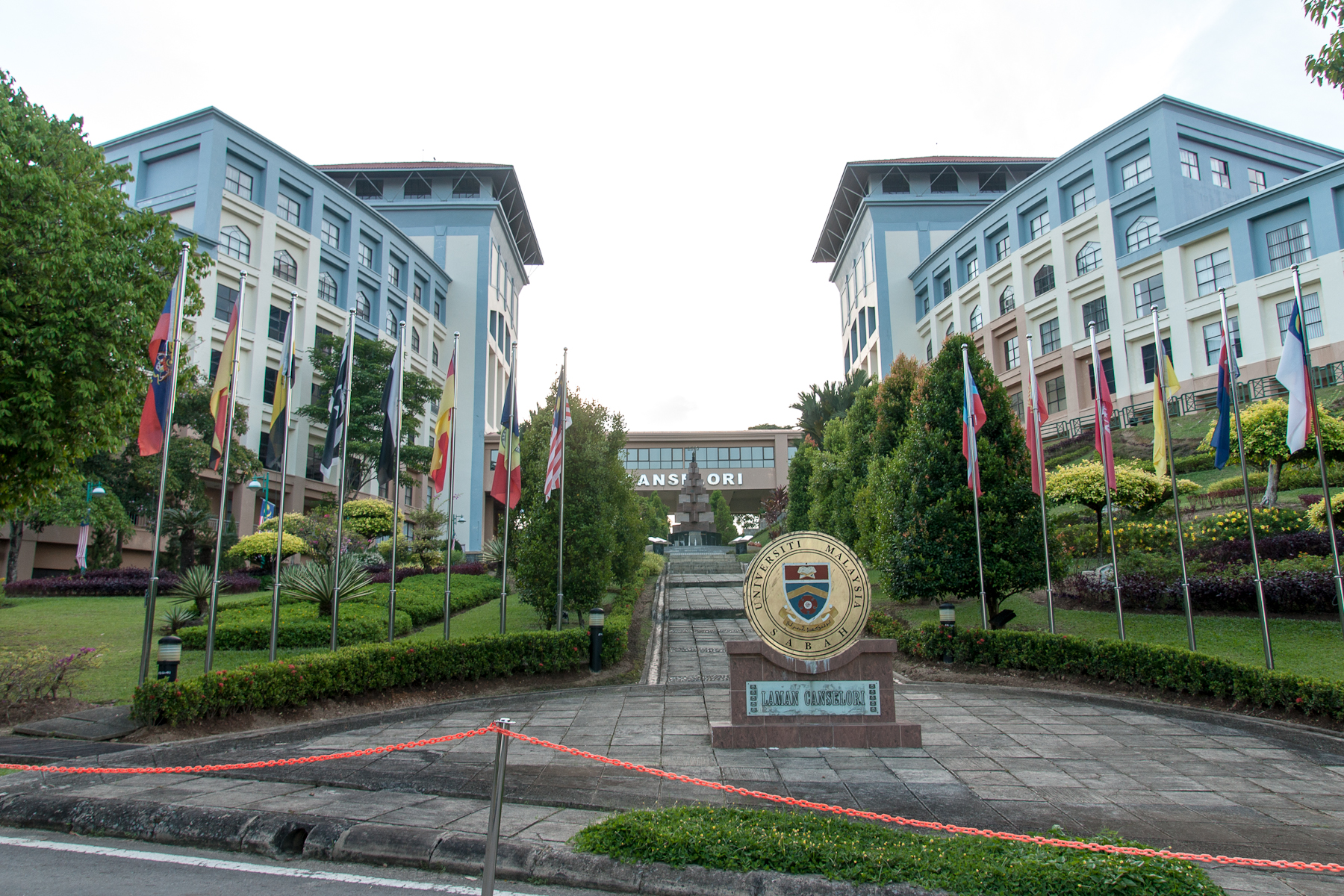
Tòa nhà hiệu bộ của Đại học Malaysia Sabah (UMS).

Toàn bộ các trường tiểu học và trung học trong bang thuộc phạm vi quyền hạn và giám sát của Cục Giáo dục Bang Sabah, theo chỉ đạo của Bộ Giáo dục Malaysia. Các trường học lâu năm nhất tại Sabah là Trường St. Michael Sandakan (1886), Trường St. Michael Penampang (1888), Trường All Saints, Likas (1903) và Trường St. Patrick Tawau (1917). Dựa theo thống kê năm 2013, Sabah có tổng cộng 207 trường trung học công lập, 5 trường quốc tế (gồm Trường Quốc tế Charis, Trường Quốc tế Kinabalu, Trường Quốc tế Sayfol, cùng Trường Indonesia tại Kota Kinabalu và Trường Nhật Bản tại Kota Kinabalu). và 9 trường độc lập Hoa ngữ. Một lượng đán kể học sinh bản địa theo học tại các trường Hoa ngữ tại Sabah.
Chính phủ bang Sabah cũng nhấn mạnh giáo dục mầm non trong bang, được tiếp sức từ viện trợ của Quỹ Sabah Foundation (Yayasan Sabah) và Nestlé giúp lập các trường mầm non trong bang. Sabah có hai đại học công lập: Đại học Malaysia Sabah (UMS) và Đại học Công nghệ MARA (UiTM). Đại học Tun Abdul Razak (UNIRAZAK) lập trung tâm khu vực của họ tại Kota Kinabalu. Tính đến năm 2016, có khoảng 15 trường cao đẳng tư nhân, hai cao đẳng đại học cùng các trường khác mới thành lập. Năm 1960, tỷ lệ biết chữ tổng thể tại Bắc Borneo là 24%. Nghiên cứu vào năm 2011 cho thấy tỷ lệ này tăng lên 79%. Hầu hết các học sinh trung học không tiếp tục học tập sau khi hoàn thành kỳ thi tốt nghiệp Sijil Pelajaran Malaysia (SPM) chủ yếu do nguyên nhân tài chính cũng như do thiếu quan tâm và tự tin để tiếp tục học cao hơn, một nghiên cứu vào năm 2015 cho thấy chỉ có 16.000 trong số hơn 36.000 học sinh tốt nghiệp phổ thông tiếp tục học tập.
Đầu năm 2016, Sabah có tổng số 42.047 giáo viên giảng dạy trong các trường mầm non, tiểu học và trung học. Sau khi phân quyền từ chính phủ liên bang sang chính phủ bang cũng như cải thiện giáo dục trong bang, xuất hiện mục tiêu đạt 9% giáo viên là người Sabah. Thư viện Bang Sabah là thư viện công cộng chính trong bang. Còn có 11 trường học Indonesia khác (ngoài trường Indonesia chính tại thủ phủ) trên khắp Sabah chủ yếu dành cho trẻ em di dân Indonesia cư trú tại bang. Từ năm 2014, trẻ nhập cư người Philippines cũng theo học tại Trung tâm Học tập Thay thế (ALC) do các tình nguyện viên Philipines tại Sabah thành lập với sự cộng tác của nhiều tổ chức phi chính phủ địa phương.

## Nhân khẩu

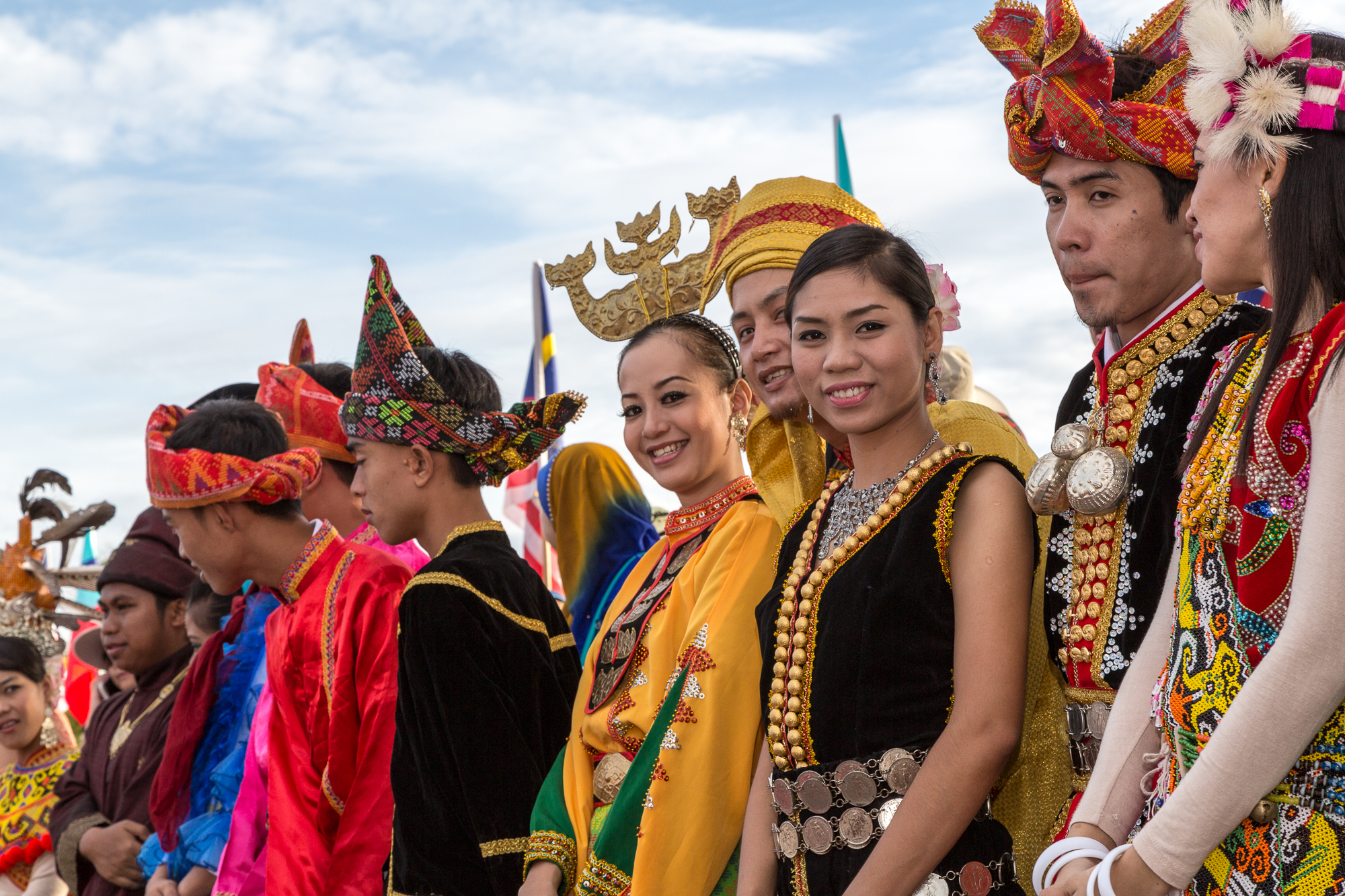
Một số dân tộc tại Sabah.

Theo điều tra nhân khẩu năm 2015 tại Malaysia, dân số Sabah là 3.543.500, là bang dông dân thứ ba tại Malaysia và có 870.400 cư dân không phải là công dân. Malaysia nằm trong số các quốc gia thưa dân tại châu Á, Sabah lại đặc biệt thưa dân và hầu hết cư dân tập trung tại các khu vực duyên hải do các đô thị được mở rộng ồ ạt. Thống kê năm 1970 cho thấy dân số Sabah chỉ là 653.600, và Sabah cùng bang láng giềng Sarawak có số lượng ngoại kiều tương đương. Đến năm 1980, dân số bang tăng đột biến lên trên 1.011.000 sau khi dòng người tị nạn tràn đến nhằm tránh xung đột tại miền nam Philippines. Đồng thời kỳ, kinh tế Sabah bùng nổ trong khu vực sơ khai nên thu hút lượng lớn công nhân hợp pháp đến từ Indonesia và Philippines. Dân số bang tăng lên 1.863.600 vào năm 1991, 2.603.485 người vào năm 2000, và đến năm 2010 đạt 3.117.405. Sabah có 900.000 công nhân di cư có đăng ký, làm việc trong các lĩnh vực nông nghiệp, đồn điền, dịch vụ và nội trợ. Trong khi tổng số di dân bất hợp pháp (bao gồm người tị nạn) được dự đoán là trên một triệu do quy tắc tranh cãi trong quá khứ vì lý do chính trị, hầu hết họ được cho rằng được phân loại thuộc nhóm "bumiputera khác" trong điều tra quốc gia. Sabah cũng có lượng ngoại kiều tăng mạnh, hầu hết họ đến từ Trung Quốc, Đài Loan, Hàn Quốc, Nhật Bản, Úc và Châu Âu.
Có ước tính rằng Sabah có 42 dân tộc và trên 200 phân nhóm dân tộc cùng ngôn ngữ, văn hóa và đức tin riêng, dự kiến con số này tăng thêm trong tương lai do hôn nhân dị chủng và nhập cư mới. Bumiputera (con của đất) chỉ người Mã Lai và các dân tộc bản địa khác tại Malaysia Bán đảo, Sarawak và Sabah. Nhóm này thường được hưởng các đặc quyền trong giáo dục, công việc, tài chính và chính trị. Orang Asal chỉ toàn bộ các dân tộc bản địa tại Malaysia ngoại trừ người Mã Lai.

### Dân tộc
| Các dân tộc tại Sabah (2010) | Các dân tộc tại Sabah (2010) | Các dân tộc tại Sabah (2010) | Các dân tộc tại Sabah (2010) | Các dân tộc tại Sabah (2010) |
| ---------------------------- | ---------------------------- | ---------------------------- | ---------------------------- | ---------------------------- |
| Tên dân tộc                  | Tên dân tộc                  |                              | Tỷ lệ                        | Tỷ lệ                        |
| Kadazan-Dusun                | Kadazan-Dusun                |                              | 17.82%                       | 17.82%                       |
| Murut                        | Murut                        |                              | 3.22%                        | 3.22%                        |
| Bajau                        | Bajau                        |                              | 14%                          | 14%                          |
| Mã Lai                       | Mã Lai                       |                              | 5.71%                        | 5.71%                        |
| Người bản địa                | Người bản địa                |                              | 20.56%                       | 20.56%                       |
| Hoa                          | Hoa                          |                              | 9.11%                        | 9.11%                        |
| Không phải bản địa           | Không phải bản địa           |                              | 1.5%                         | 1.5%                         |
| Người nước ngoài             | Người nước ngoài             |                              | 27.81%                       | 27.81%                       |

Ba dân tộc lớn nhất tại Sabah là Kadazan-Dusun, Bajau và Murut; tiếp đến là người Mã Lai Brunei, Suluk và các dân tộc bản địa khác, còn người Hoa là nhóm phi bản địa chủ yếu: Các khu vực duyên hải và đất thấp có hầu hết cư dân là người Bajau, Mã Lai Brunei, Bugis, Mã Lai Cocos, Illanun, Kedayan và Suluk có truyền thống làm ngư dân và nông dân. Trong khi các khu vực đất cao và nội lục có cư dân chủ yếu là người Kadazan-Dusun, Murut và các phân nhóm của họ, làm nông dân và săn bắn.
Kadazan-Dusun là nhóm bản địa lớn nhất tại Sabah, gồm pha trộn của hai nhóm với 40 phân nhóm. Mỗi phân nhóm có ngôn ngữ và truyền thống riêng biệt song họ có thể hiểu lẫn nhau. Thuật ngữ Kadazan-Dusun thường được sử dụng để chỉ người Kadazan và Dusun. Mặc dù thuật ngữ chủ yếu được dùng để thống nhất hai nhóm, song nó cũng gồm các phân nhóm khác là Murut, Orang Sungai, Rungus và Tidong. Ngày nay, người Kadazan chủ yếu cư trú tại khu vực đô thị, còn người Dusun thường cư trú tại vùng đồi và thung lũng thượng du. Người Kadazan hầu hết cư trú tại khu vực quanh Penampang, Papar, Ranau, Tambunan và Keningau trong khi người Dusun hầu hết tập trung tại khu vực Tuaran, Ranau cũng như Tambunan. Họ từng được biết đến vì tục săn đầu người cũng như nghề nghiệp là nông dân, săn bắt, đánh cá trên sông. Người Kadazan từng sống trong các nhà dài, còn người Dusun sống trong một nhà truyền thống đơn lẻ song một số cũng sống trong một nhà dài. Do hai nhóm có truyền thống làm nông dân trồng lúa, họ tổ chức lễ hội thu hoạch thường niên mang tên Kaamatan. Cộng đồng Kadazan-Dusun có đức tin là tổ tiên họ đến từ Nunuk Ragang (một cây đa đỏ). Nằm không xa cây là hai sông Liwagu và Gelibang, trở thành tuyến đường cộng đồng họ phát triển ra toàn bộ các khu vực nội lục tại Sabah.
Nhóm bản địa lớn thứ nhì là người Bajau, người Bajau tại Sabah được phân thành hai nhóm chính là Bờ Tây và Bờ Đông. Người Bajau Bờ Tây thường sống trên đất liền và có văn hóa ngựa truyền thống. Họ hầu hết định cư tại khu vực từ Kota Belud, Kota Kinabalu, Tuaran và Papar. Trong khi người Bajau Bờ Đông chủ yếu dành thời gian sống trên biển, có lễ hội "regatta lepa" thường niên và định cư quanh khu vực Semporna, Lahad Datu và Kunak. Người Bajau Bờ Tây từng là nhóm người đi biển, họ bắt đầu học trồng trọt và chăn nuôi sau khi di cư từ quần đảo Philippines một thời gian dài trước đây. Các kỹ năng cưỡi ngựa của họ nổi tiếng tại địa phương và họ trình diễn văn hóa của mình trong các dịp lễ hội. Người Bajau Bờ Đông vẫn sống theo cách thức truyền thống, đánh cá là nguồn thu nhập chủ yếu của họ. Hầu hết họ sống trong các làng nhà sàn trên nước và một số dành hầu hết cuộc sống trên thuyền. Người Bajau Bờ Đông cũng nổi tiếng vì là những người lặn tốt, họ có thể ở trong nước tới 5 phút mà không cần bình oxy.
Người Murut là nhóm bản địa lớn thứ ba tại Sabah, cư trú tại khu vực quanh Keningau, Tenom, Nabawan, Pensiangan và dọc các khu vực sông Sapulut, Padas và Kinabatangan. Giống như người Kadazan-Dusun, họ cũng từng có tục săn đầu người, và nay là các nông dân và thợ săn. Người Murut từng sống trong một nhà dài, song hiện nay họ tiếp nhận nhà ở hiện đại dù người Murut tại phía bắc của Sabah vẫn sống trong một nhà dài. Người Murut có kiến thức lớn về thảo dược, mỗi cộng đồng của họ có một thầy thuốc thảo dược có thể chữa các bệnh như tiêu chảy, tiểu đường và cao huyết áp. Kể từ khi người Anh bãi bỏ tục săn đầu người, nhiều người Murut trở thành cảnh sát hoặc binh sĩ cho người Anh. Truyền thống này vẫn duy trì cho đến nay khi nhiều người Murut phục vụ trong Quân đội Malaysia. Người Murut cũng cử hành một lễ hội thu hoạch sống như người Kadazan-Dusun, song lễ hội của họ được gọi là Kalimaran.
Người Mã Lai truyền thống trong bang là người Mã Lai Brunei, hầu hết cư trú tại khu vực duyên hải tây nam. Họ hầu hết cư trú tại Beaufort, Sipitang, Kuala Penyu và Papar. Quá trình di cư của họ đến miền bắc Borneo đáng kể trong thời gian trị vì của Vương quốc Brunei. Người Mã Lai Cocos và người Kedayan cũng người liệt vào nhóm này cùng với những người Mã Lai mới di cư đến từ Malaysia Bán đảo. Do người Mã Lai theo định nghĩa của Hiến pháp Malaysia là những người Hồi giáo, nói và tuân theo phong tục Mã Lai. Tuy nhiên, dù người Brunei là người Mã Lai, song văn hóa và ngôn ngữ của họ khác biệt đôi chút so với người Mã Lai tại Bán đảo.
Người Suluk cư trú quanh bờ đông của Sabah, chủ yếu tại Sandakan, Semporna và Lahad Datu. Họ bắt đầu định cư tại khu vực sau khi di cư khỏi Quần đảo Sulu thời Vương quốc Sulu, cùng với người Bajau và Illanun. Nhiều người trong số họ bấy giờ được cho là tránh nạn mua bán nô lệ tại Quần đảo Sulu, người Tây Ban Nha đàn áp, cũng như một số là hậu duệ của các công chúa Sulu (Dayang-Dayang) chạy trốn khỏi Sultan của Sulu muốn lấy công chúa làm vợ. Người Suluk bản địa khác biệt với các di dân Tausūg mới đến từ Philippines do họ đón nhận chủ nghĩa đa văn hóa tại miền bắc Borneo và hầu hết các lãnh đạo cộng đồng của họ thích các nhà nghiên cứu không đưa họ vào chung vị thế của người Tausūg Philippines.
Người Hoa là nhóm phi bản địa lớn nhất, nhiều người trong số họ đến thậm chí trước khi người Anh đến miền bắc Borneo, theo như tường thuật của các vương quốc Brunei và Sulu. Văn kiện sớm nhất về việc người Hoa định cư tại Sabah là từ thế kỷ 7 bên bờ sông Kinabatangan. Tuy nhiên, liên kết giữa miền bắc Borneo và Trung Quốc có thể lâu hơn thế từ thời nhà Hán. Quá trình di cư của người Hoa đến miền bắc Borneo gia tăng đáng kể sau khi Công ty Đặc hứa Bắc Borneo thành lập vào năm 1881. Đương thời, người Anh đánh giá dân số bản địa quá nhỏ để thúc đẩy kinh tế Bắc Borneo. Cho đến ngày nay, người Hoa rất quan trọng đối với kinh tế bang do họ tham gia vào các hoạt động liên quan đến kinh doanh. Người Hoa tại Sabah có thể được phân thành ba nhóm lớn là Khách Gia, Quảng Đông và Mân Nam. Nhóm Khách Gia chiếm đa số trong số người Hoa tại Sabah, Ngoài ra, còn có một cộng đồng người miền bắc Trung Quốc tại Sabah, hầu hết họ tự nhận là người Thiên Tân. Toàn bộ cộng đồng người Hoa thống nhất dưới Tổng thương hội Trung Hoa Sabah (SUCC), một tổ chức xúc tiến đoàn kết dân tộc và tiếp tục đóng góp cho kinh tế bang.

### Tôn giáo
| Các tôn giáo tại Sabah (2010)   | Các tôn giáo tại Sabah (2010)   | Các tôn giáo tại Sabah (2010) | Các tôn giáo tại Sabah (2010) | Các tôn giáo tại Sabah (2010) |
| ------------------------------- | ------------------------------- | ----------------------------- | ----------------------------- | ----------------------------- |
| Tên tôn giáo                    | Tên tôn giáo                    |                               | Tỷ lệ                         | Tỷ lệ                         |
| Hồi giáo                        | Hồi giáo                        |                               | 65.4%                         | 65.4%                         |
| Công giáo                       | Công giáo                       |                               | 26.6%                         | 26.6%                         |
| Phật giáo                       | Phật giáo                       |                               | 6.1%                          | 6.1%                          |
| Không tôn giáo                  | Không tôn giáo                  |                               | 1.4%                          | 1.4%                          |
| Vô thần                         | Vô thần                         |                               | 0.3%                          | 0.3%                          |
| Tôn giáo truyền thống Trung Hoa | Tôn giáo truyền thống Trung Hoa |                               | 0.1%                          | 0.1%                          |
| Khác                            | Khác                            |                               | 0.1%                          | 0.1%                          |
| Hindu                           | Hindu                           |                               | 0.1%                          | 0.1%                          |

Trước khi Hồi giáo và Cơ Đốc giáo được truyền đến, cư dân bản địa tại Bắc Borneo chủ yếu tin theo thuyết vật linh và dị giáo. Hồi giáo truyền đến vào thế kỷ 10 tại bờ tây của Borneo sau khi quân chủ Brunei cải sang Hồi giáo. Ngoài ra, Hồi giáo truyền bá từ Sulu và Sulawesi đến các khu vực duyên hải của miền đông Borneo. Nhà truyền giáo Cơ Đốc đầu tiên tại miền bắc Borneo là một thủy thủ người Tây Ban Nha, song đương thời người Anh đã thiết lập hiện diện trên đảo Labuan. Còn Phật giáo, Đạo giáo và các tôn giáo dân gian Trung Hoa khác cũng như Ấn Độ giáo và Sikh giáo đến cùng với các di dân người Hoa và người Ấn tới miền bắc Borneo.
Sau sửa đổi Hiến pháp Sabah năm 1973 do Thủ hiến Mustapha Harun tiến hành, Hồi giáo được tuyên bố là tôn giáo chính thức trong bang. Tuy nhiên, sửa đổi này bị tranh luận do nó chống lại hiệp ước 20 điểm được đồng thuận khi thành lập Malaysia có nội dung là sẽ không có bất kỳ tôn giáo cấp bang nào cho Bắc Borneo. Người ta cho rằng điều này xảy ra khi yêu cầu của cư dân bản địa không được bản vệ khi hiến pháp bị sửa đổi. Năm 1960, tỷ lệ người Hồi giáo chỉ (37,9%) tương đương với người theo thuyết vật linh (33,3%), trong khi Cơ Đốc giáo là 16,6% và các tôn giáo khác là 12,2%. Tuy nhiên sau khi Mustapha Harun lên nắm quyền, dân số Hồi giáo tăng đột biến. Đến năm 2010, tỷ lệ người Hồi giáo tăng lên đến 65,4%, trong khi tín đồ Cơ Đốc giáo tăng lên 26,6% và tín đồ Phật giáo ở mức 6,1%. Trong khi tỷ lệ của người theo thuyết vật linh và dị giáo giảm đáng kể so với trước khi có biến đổi nhân khẩu học có động cơ chính trị tranh cãi. Do đó, ảnh hưởng của các đoàn truyền giáo Cơ Đốc giáo và Hồi giáo đã thay đổi lớn đức tin tôn giáo của cư dân Sabah.

#### Vấn đề cải đạo hàng loạt
Từ thời thuộc địa, các nhóm Cơ Đốc giáo từ Phương Tây tích cực cải đạo người bản địa theo thuyết vật linh tại Bắc Borneo. Tuy nhiên, khi Sabah nằm dưới quyền cai quản của Mustapha Harun, các nhóm Cơ Đốc sau đó liên quan đến một tranh chấp với Mustapha về cáo buộc kỳ thị, thiên vị và bất công đối với họ. Dưới quyền chính đảng USNO của Mustapha, Hồi giáo hóa quy mô lớn được tiến hành bởi Hiệp hội Hồi giáo Thống nhất Sabah. Tổ chức này đương thời trục xuất mội số nhà truyền đạo Cơ Đốc, cải đạo chính trị gia tinh hoa và tiến hành cải đạo hàng loạt các dân làng theo thuyết vật linh cũng như một số thế hệ người Hoa cao tuổi để đổi lấy quyền công dân. Tiếp theo là dòng người tị nạn Philippines đến từ Mindanao, cũng như di dân Indonesia đến từ Sulawesi có phần lớn là người Hồi giáo được tiếp nhận để tăng dân số Hồi giáo. Sau thất bại của USNO khi BERJAYA áp dụng "các nguyên tắc đa chủng tộc" giành thắng lợi từ người phi Hồi giáo, đảng này bắt đầu áp dụng nhãn quan Hồi giáo bằng việc thành lập Majlis Ugama Islam Sabah (MUIS). Việc cải đạo dân làng bản địa trở nên quá khích vào đương thời. Điều này cũng dẫn đến thất bại của BERJAYA khi ủng hộ từ cộng đồng phi Hồi giáo bắt đầu giảm do họ bắt đầu quấy nhiễu đức tin và nghi lễ bản địa.
Hơn thế, kể từ sửa đổi hiến pháp năm 1973, Sabah đối diện với tình trạng cải đạo tôn giáo hàng loạt lớn hơn. Điều này là một vấn đề gây tranh luận cao độ khi người bản địa là tín đồ Cơ Đốc giáo hoặc không tôn giáo bị dán nhãn là người Hồi giáo khi họ nhận thẻ căn cước. Điều này là do nhà cầm quyền liên bang tại Bán đảo nhầm lẫn việc sử dụng "bin" và "binti" trong giấy khai sinh của người Sabah bản địa. Bên cạnh đó, có báo cáo thường xuyên rằng các dân làng bị các tổ chức phi chính phủ nhất định từ Bán đảo lừa theo tôn giáo khác, cũng như các giáo viên từ Bán đảo cải đạo học sinh trong trường học trong khi cha mẹ họ chưa thừa nhận. Ngoài ra, cuồng tín và bất khoan dung tôn giáo từ một số nhóm Hồi giáo cốt lõi nhất định tại Bán đảo bắt đầu ảnh hưởng đến tính đa dạng văn hóa và tôn giáo của bang. Tuy nhiên, chính phủ liên bang bác bỏ bất kỳ liên kết với toàn bộ quá trình cải đạo gây tranh luận và nói rằng chính phủ không có chính sách ép buộc ai thay đổi tôn giáo của mình. Trước đó, có các kêu gọi thường xuyên đến chính phủ để khôi phục tự do tôn giáo trong bang và tôn trọng tôn giáo của nhau để ngăn chặn bất kỳ xung đột tôn giáo nào nữa ảnh hưởng đến sự hài hòa từ lâu trong bang.

### Ngôn ngữ
Các ngôn ngữ bản địa tại Sabah có thể phân thành bốn nhóm ngôn ngữ là Dusun, Murut, Paitan và Sama–Bajau. Dựa trên các nghiên cứu, chỉ ba nhóm Dusun, Murut và Paitan có nguồn gốc Borneo bản địa, còn Sama–Bajau có nguồn gốc từ miền nam Philippines từ hàng trăm năm trước. Nhóm ngôn ngữ Dusun là nhóm lớn nhất trong bốn nhóm, gồm có tiếng Kadazan Dusun với chuỗi phương ngữ kéo dài từ Papar, Penampang, Kota Kinabalu, Tuaran, Ranau, Tambunan và Keningau, hầu hết tại nội lục Bờ Tây. Tiếp đến là nhóm ngôn ngữ Murut tại miền nam Sabah, chủ yếu quanh các khu vực Keningau, Tenom, Nabawan, Pensiangan. Trong khi nhóm ngôn ngữ Paitan xuất hiện dọc theo các sông tại miền đông là Paitan, Kinabatangan và Segama. Nhóm ngôn ngữ Sama–Bajau tập trung dọc theo khu vực duyên hải tại cả hai bờ tây và đông. Tiếng Mã Lai là ngôn ngữ hội thoại chủ yếu giữa các dân tộc khác nhau trong bang, song tiếng bồi Sabah khác biệt với tiếng Mã Lai Sarawak và tiếng Mã Lai Bán đảo. Sabah có tiếng lóng tiếng Mã Lai riêng, bắt nguồn từ các từ bản địa, tiếng Mã Lai Brunei, tiếng Suluk, tiếng Mã Lai Cocos và tiếng Indonesia. Cộng đồng người Hoa chủ yếu sử dụng Hán ngữ tiêu chuẩn song họ có thể nói phương ngữ của mình như Khách Gia, Quảng Châu và Mân Nam. Ngoài ra, một số người nói các phương ngữ miền bắc Trung Quốc. Một tiếng bồi dựa trên tiếng Tây Ban Nha là Zamboangueño, một phương ngữ của Chavacano, được truyền bá đến một làng của Sabah tại Semporna trước khi có các di dân đến từ miền nam Philippines.

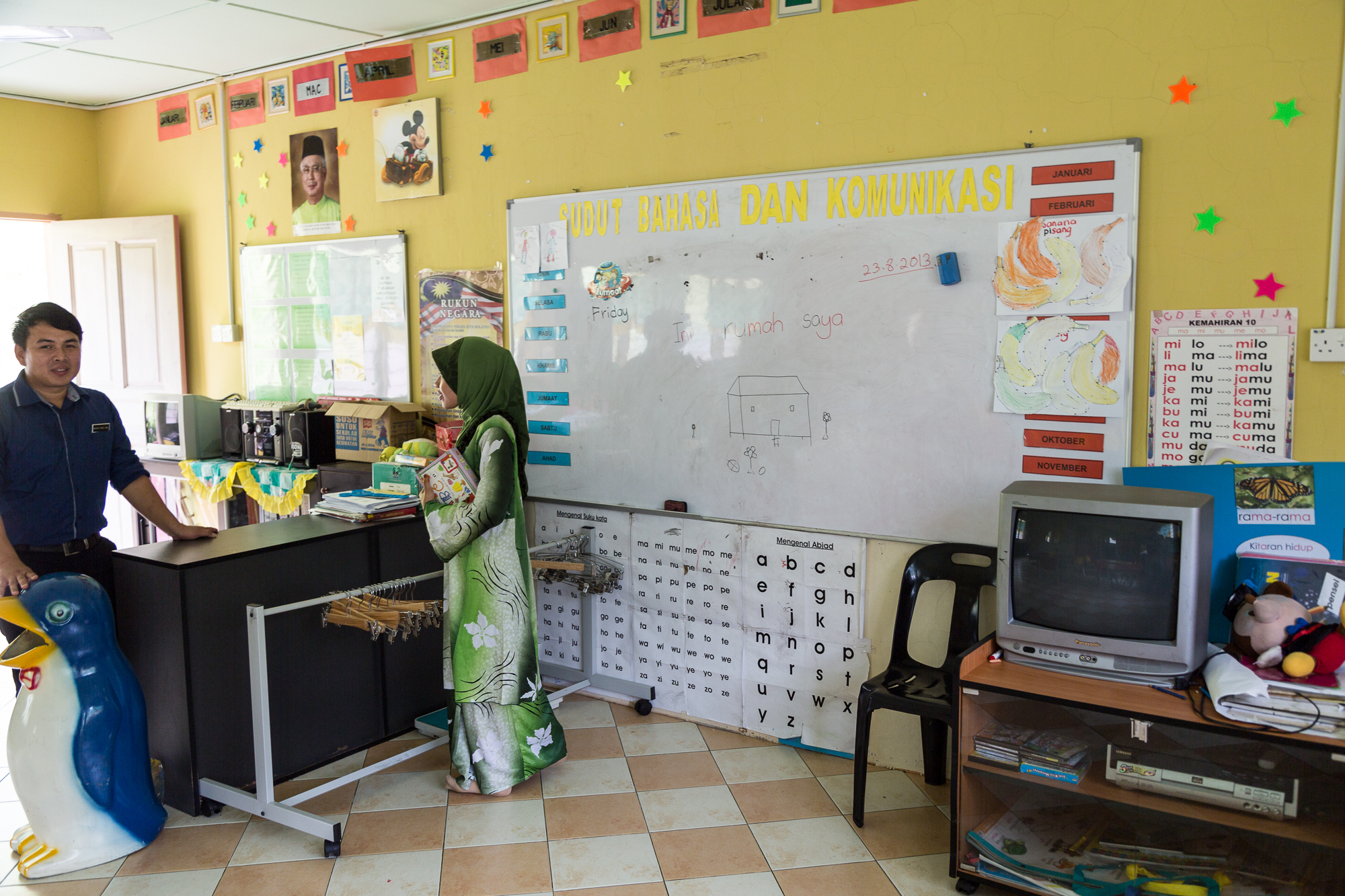
Trường mầm non tại nội lục Sabah, với các dụng cụ để giảng dạy tiếng Malaysia.

Năm 1971, chính phủ bang Sabah dưới quyền Mustapha Harun đệ trình một đạo luật công nhận tiếng Malaysia là ngôn ngữ chính thức của bang. Sau sửa đổi hiến pháp năm 1973, việc sử dụng tiếng Anh bị hạn chế là chỉ dùng trong các mục đích chính thức theo phần mở rộng của Đạo luật Quốc ngữ Malaysia 1967. Do tiếng Malaysia chi phối trong bang, mức độ thành thạo tiếng Anh trong thế hệ trẻ Sabah dần giảm xuống. Ngôn ngữ bản địa lớn nhất là Kadazan Dusun cũng trở thành một ngôn ngữ bị đe dọa do nó không phải là ngôn ngữ bắt buộc trong trường học của bang. Do chính sách văn hóa và ngôn ngữ Mã Lai chặt chẽ đối với các trường học quốc gia, nhiều cha mẹ bumiputera Sabah ưu tiên gửi con đến các trường Hoa ngữ, theo một khảo sát vào năm 2010 thì có khoảng 12.138 học sinh bumiputera Sabah theo học tại các trường tiểu học và mầm non Hoa ngữ, trở thành bang thứ hai sau Sarawak có đông học sinh bumiputera theo học trường Hoa ngữ. Ngoài ra, các cha mẹ bản địa nhận thức rằng trường Hoa ngữ cung cấp giáo dục chất lượng hơn và thành thạo Hoa ngữ cần thiết khi Trung Quốc đang trỗi dậy. Từ năm 2014, Hội đồng Anh tích cực hỗ trợ giảng dạy tiếng Anh trong các trường tiểu học, tiếp đến là Chương trình Fulbright từ Hoa Kỳ vào năm 2015 để giảng dạy tiếng Anh trong trường trung học. Tiếng Kadazan Dusun cũng bắt đầu được xúc tiến đồng thời, các giáo viên ngôn ngữ sẽ hoàn thành đào tạo vào năm 2018 và bắt đầu giảng dạy vào năm 2019. Từ năm 2016, Cục Giáo dục Sabah định ngày Thứ Năm là ngày Tiếng Anh đối với các trường học để phục hồi mức độ thành thạo tiếng Anh trong bang và toàn bộ thế hệ trẻ được khuyến khích nói chuyện nhiều hơn bằng tiếng Anh.

### Di cư đến Sabah
Di chuyển của cư dân giữa Sabah, Sarawak, Brunei, miền nam Philippines và khu vực Kalimantan của Indonesia tồn tại trong nhiều thế kỷ và khi đó không bị hạn chế. Trước khi pháp luật hiện đại và vấn đề vô luật pháp được tao ra do nhập cư gần đây, từng có sự nhấn mạnh kiểm soát và giám sát di chuyển bất hợp pháp như vậy. Cuộc di cư quy mô lớn đầu tiên đến Sabah hiện đại diễn ra trong thập niên 1970, khi hàng trăm nghìn người tị nạn Philippines, chủ yếu là người Moro, bắt đầu đến bang do bất ổn chính trị tại miền nam Philippines. Không giống trường hợp của người tị nạn Việt Nam tại Malaysia Bán đảo, khi hầu hết người Việt rời đi để duy trì cân bằng dân tộc cho người Mã Lai tại đó, người tị nạn Philippines tại Sabah được một số chính trị gia trong bang hoan nghênh, hầu hết là thành viên USNO, BERJAYA cũng như chính đảng UMNO chi phối chính phủ liên bang, nhằm gia tăng cán cân dân tộc theo hướng có lợi cho người Mã Lai khi quyền tự trị của bang trong vấn đề di dân bị vận dụng vì mục tiêu chính trị. Từ năm 2000, khoảng 20.000 người Hồi giáo ngoại quốc từ Philippines và Indonesia đã kết hôn với người Sabah bản địa, ngoài ra còn có một số nam giới ngoại quốc từ Afghanistan, Algérie và Bangladesh kết hôn với nữ giới Sabah địa phương.
Ngày nay, hầu hết các thành thị và khu vực kinh doanh lớn tại Sabah nằm dưới sự chi phối của người Hoa thuộc các phân nhóm Khách Gia, Quảng Đông và Mân Nam, cũng như một số người Nam Á (người Ấn Độ và người Pakistan), họ hầu hết là người sở hữu cửa hàng và cửa hiệu do họ di cư đến miền bắc Borneo với thân phận lao công và từng phục vụ quân đội thực dân Anh. Một số di dân người Java phục vụ trong các đồn điền của người Anh từ thời kỳ thuộc địa. Ngoài ra, các di dân Indonesia mới đến thuộc dân tộc Bugis, Flores, Toraja và Timor bắt đầu tìm các cơ hội việc làm từ thập niên 1980. Cộng đồng Philippines Cơ Đốc giáo lâu năm hơn từng làm việc cho thực dân Anh với các nghề như kỹ sư, thanh tra viên, khởi thảo viên, y tá, giáo viên trường học, thư ký và các chuyên gia khác. Sự hiện diện của người Thái cũng đáng kể với các cửa hiệu và cửa hàng Thái cùng các công nhân làm việc trong vai trò chuyên gia nông nghiệp, công nhân xây dựng cũng như ngành xoa bóp kiểu Thái. Một lượng nhỏ người Myanmar và người Việt làm việc cho chủ lao động địa phương Sabah trong ngành ngư nghiệp và thủy thủ, song nhiều ngư dân Việt Nam không làm việc cho chủ lao động mà sử dụng thuyền đăng ký tại bang để đánh cá tại vùng biển Sabah do vùng biển Việt Nam bị ô nhiễm. Một lượng nhỏ công nhân đến từ Bangladesh và Campuchia, song việc nhập khẩu công nhân từ Bangladesh bị hạn chế từ năm 2015. Trong những năm dây đây, ngày càng nhiều ngoại kiều đến từ Trung Quốc, Đài Loan, Hàn Quốc, Nhật Bản, Úc và Châu Âu, song không rõ con số chính xác.

## Văn hóa

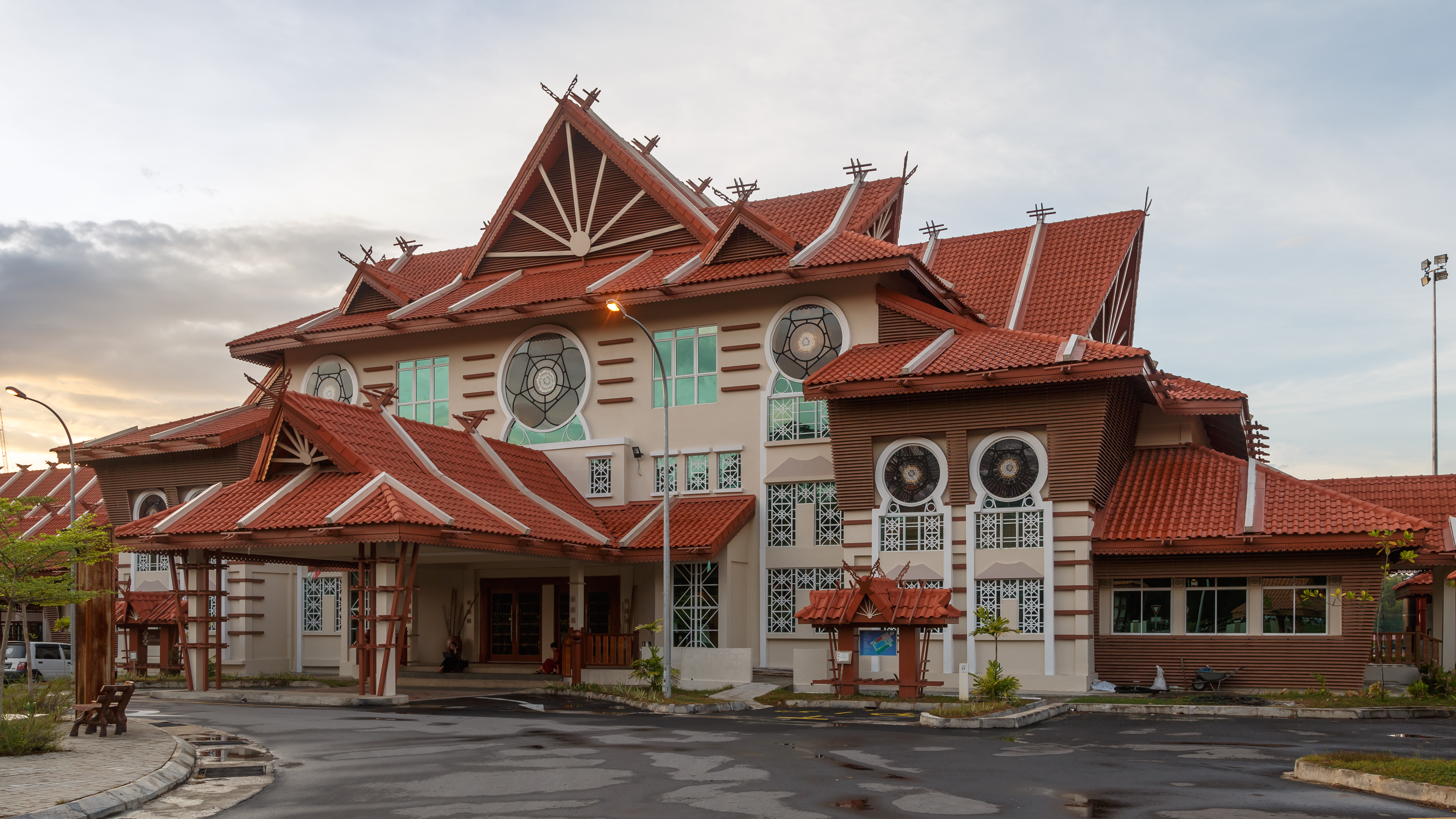
Tòa nhà chi nhánh của Cục Văn hóa và Nghệ thuật Quốc gia tại Kota Kinabalu.

Văn hóa Sabah đa dạng do các dân tộc khác biệt ở mức độ lớn. Tại khu vực duyên hải, văn hóa Sabah chịu ảnh hưởng từ văn hóa Mã Lai Brunei và Bajau Bờ Tây tại phía bờ tây, còn tại bờ đông thì chịu ảnh hưởng từ văn hóa Bajau Bờ Đông, Bugis và Suluk với Hồi giáo là bộ phận quan trọng trong cuộc sống của họ. Cơ Đốc giáo là một phần quan trọng đối với văn hóa bản địa tại khu vực nội lục, trong đời sống hàng ngày của người Kadazan-Dusun, Murut và Rungus bên cạnh tục lệ cũ về thuyết vật linh và dị giáo truyền thống. Kết hôn dị chủng giữa các dân tộc và tôn giáo khác nhau là điều phổ biến tại Sabah.
Tồn tại một số làng văn hóa trưng bày văn hóa bản địa Sabah như Làng Văn hóa Borneo, Làng Văn hóa Mari Mari và Làng Văn hóa Monsopiad, có biểu diễn văn hóa. Bảo tàng Sabah có một số bộ sưu tập đồ tạo tác, đồ đồng và đồ gốm chứa đựng văn hóa đa dạng của Sabah, lịch sử tự nhiên, lịch sử mậu dịch và văn minh Hồi giáo cùng với một vườn dân tộc thực vật học và trung tâm khoa học-kỹ thuật. Các bảo tàng gồm Bảo tàng Agop Batu Tulug, Nhà Agnes Keith, Bảo tàng Di sản Sandakan, Bảo tàng Ca cao Teck Guan và Bảo tàng Kỳ quan 3D. Có một số kiến trúc Anh được bảo tồn như Tháp Đồng hồ Atkinson và Dinh Kinarut cùng một số nhà kỷ niệm và bia kỷ niệm.

### Mỹ thuật và thủ công

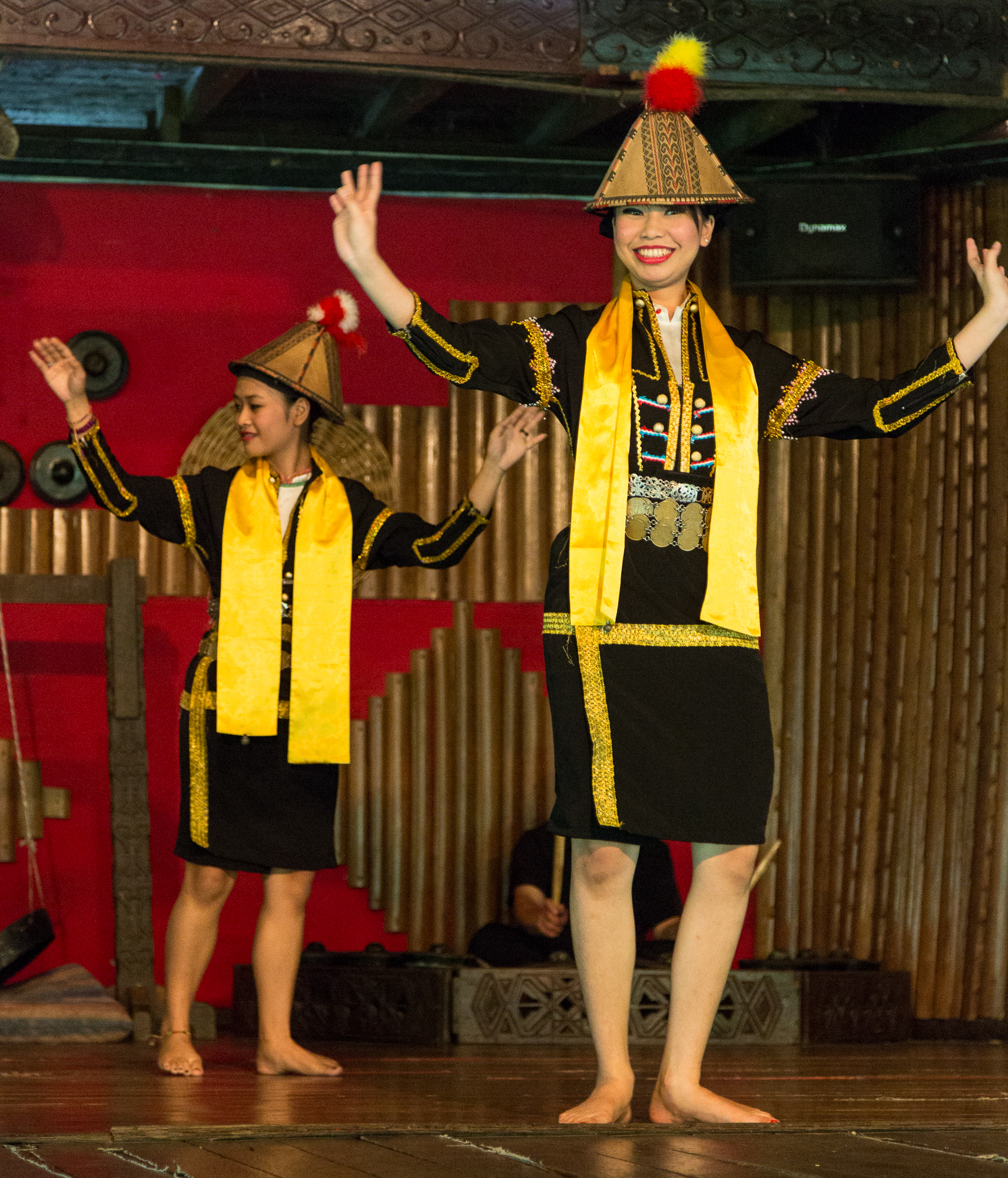
Trình diễn vũ điệu Sumazau của người Kadazan-Dusun tại Làng Văn hóa Monsopiad.

Các sản phẩm thủ công và kỷ niệm thuộc sản phần du lịch tại Sabah và chủ yếu tập trung tại các khu vực nông thôn bất chấp nhiều sáng kiến của chính phủ bang nhằm khuyến khích thương mại hóa nghệ thuật. Trung tâm Đồ thủ công Sabah (thuộc Yayasan Group) được chính phủ bang thành lập vào năm 2012 để bảo tồn, xúc tiến cũng như phổ biến đồ thủ công của bang đến thị trường địa phương và quốc tế. Ngoài ra, chương trình Sabah Crafts Exotica được tổ chức hàng năm từ năm 2011 tại các bảo tàng địa phương nhỏ khác nhau. Sau nhiều sáng kiến của chính phủ bang nhằm khuyến khích doanh nhân địa phương quan tâm đến đồ thủ công, có tổng cộng 526 doanh nhân vào năm 2010 và tăng lên 1.483 vào năm 2013 và 1.702 vào năm 2014 với tổng giá trị bán hàng lên đến 31-56 triệu ringgit.
Mỗi dân tộc tại Sabah lại có nhạc cụ truyền thống riêng, dân tộc duyên hải như Bajau, Mã Lai Brunei, Bugis, Illanun, Kedayan và Suluks có trống gendang, trống kompang và dàn cồng chiêng kulintangan; còn các dân tộc nội lục như Dusun có bungkau, sompoton và turali, người Kadazan có tongkungon, người Murut có tagunggak, người Rungus có sundatang, tontog và turuding; sáo trúc suling là nhạc cụ được hầu như toàn bộ các dân tộc trong bang sử dụng. Mỗi dân tộc cũng có các vũ điệu truyền thống riêng; người Kadazan-Dusun nổi tiếng với vũ điệu Sumazau, người Murut có Magunatip, người Rungu có Monigol Sumundai, người Mã Lai Brunei có Adai-Adai, người Bajau Bờ Tây có Limbai và Kuda Pasu, người Bajau Bờ Đông và người Suluk có Pangalay (còn gọi là Daling-Daling hay Mengalai), người Bisaya có Liliput và người Mã Lai Cocos có Dansa và Nona Mansaya cùng nhiều vũ điệu khác từ các phân nhóm dân tộc khác. Bên cạnh đó, bang Sabah cũng được biết đến với sản phẩm vải batik song ngành này vẫn nhỏ so với các bang sản xuất batik lớn tại bờ đông của Malaysia Bán đảo. Vải batik đã được thương mại hóa vào thị trường quốc tế.

### Ẩm thực

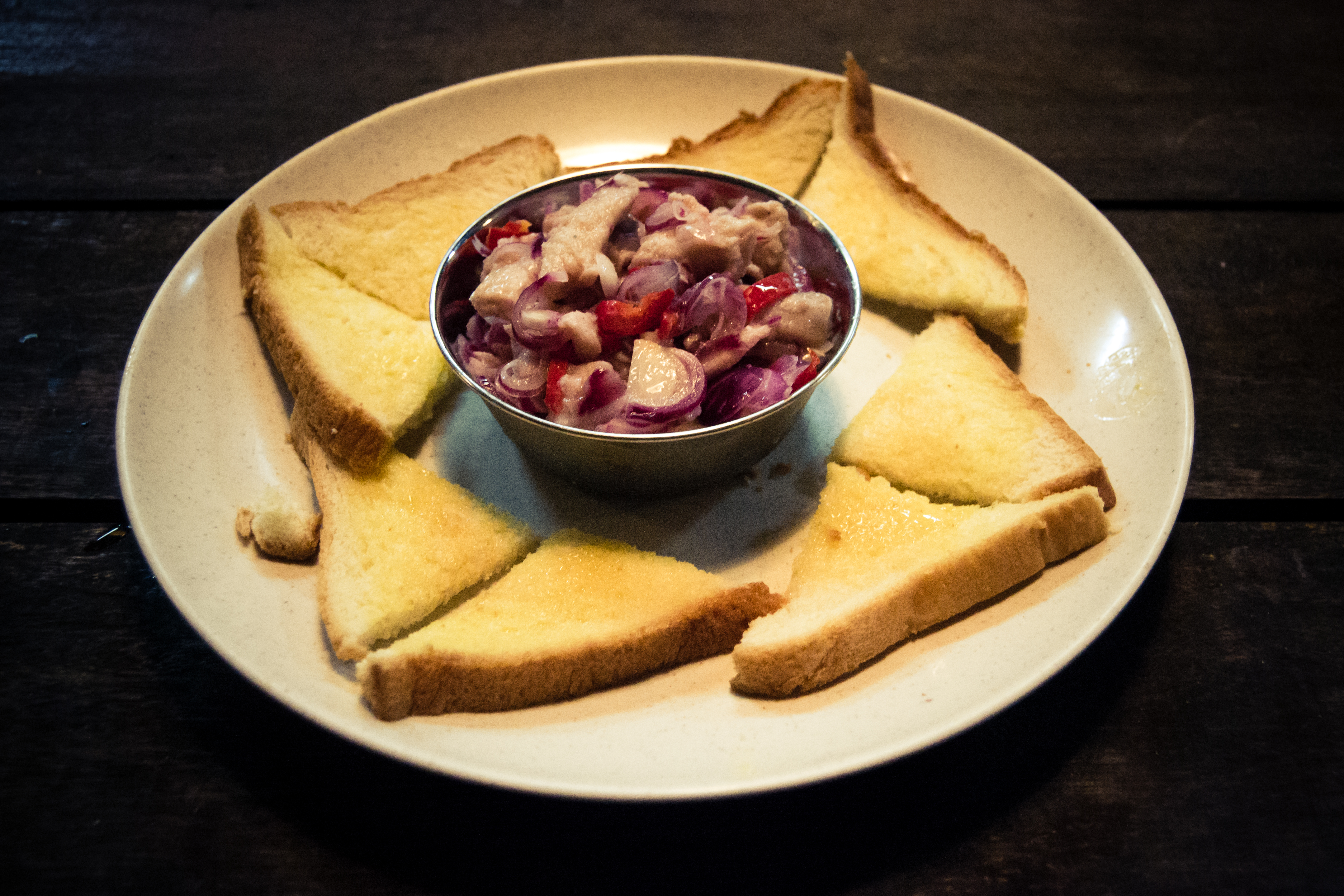
A swordfish hinava served with sandwich bread.

Các món ăn nổi tiếng tại Sabah gồm có Beaufort mee, bosou, hinava, ngiu chap, pinasakan, Sipitang satay, Tuaran mee, và tuhau. Ngoài ra, Sabah cũng có một số món ăn nhẹ như amplang, cincin, lidah, pinjaram và bánh nhân quả Sandakan và món tráng miệng như lamban, punjung và pudding dừa Tuaran. Mỗi dân tộc có ẩm thực riêng với các phong cách khác nhau trong chuẩn bị, nấu, cách phục vụ và ăn. Các công ty có trụ sở tại Sabah thúc đẩy các đồ uống của bang như cà phê Tenom và trà Sabah. Cư dân bản địa có một số đồ uống có cồn như bahar, lihing, montoku, sikat, talak, tapai và tuak; và Sabah trở thành bang tiêu thụ đồ uống có cồn cao thứ ba toàn quốc sau Kuala Lumpur và Sarawak. English Tea House and Restaurant tại Sandakan là một địa điểm xúc tiến văn hóa trà Anh. Các cửa hiệu và cửa hàng quốc tế khác phục vụ đồ ăn phương Tây, Trung Đông, Brunei, Indonesia, Philippines, Nhật Bản, Hàn Quốc, Đài Loan, Thái Lan và Việt Nam. Cùng với số du khách ngày càng tăng với mục đích du lịch ẩm thực, điều này làm nâng cao nhận thức địa phương về tầm quan trọng của thực phẩm địa phương đối với du lịch bang.

### Phác họa trên truyền thông

Three Came Home là một bộ phim Hollywood vào năm 1950 dựa trên hồi ký về cuộc sống của Agnes Newton Keith tại Sandakan, Bắc Borneo trong Chiến tranh thế giới thứ hai.

Joseph Hatton phát hành một trong các sách đầu tiên mang tựa đề "North Borneo – Explorations and Adventures in the Equator" (1886) dự trên ghi chép thám hiểm của con trai ông là Frank Hatton, người phục vụ cho Công ty Đặc hứa Bắc Borneo. Ada Pryer viết một cuốn sách về cuộc sống của bà tại Bắc Borneo có tựa đề "A Decade in Borneo" (1894, tài bán năm 2001) khi chồng bà là William Pryer phục vụ cho Công ty Đặc hứa Bắc Borneo. Những thước phim đầu tiên được biết đến về Bắc Borneo đến từ ba bộ phim Hoa Kỳ của Martin và Osa Johnson có tựa đề "Jungle Adventures" (1921), "Jungle Depths of Borneo" (1937) và "Borneo" (1937). Tác gia người Úc Wendy Law Suart sống tại thủ phủ Bắc Borneo từ năm 1949 đến năm 1953 và viết một cuốn sách có tựa đề "The Lingering Eye – Recollections of North Borneo" dựa trên trải nghiệm của bà tại đây.
Tác gia người Anh K.G. Tregonning viết một cuốn sách về chuyến đi của ông từ Singapore đến Jesselton trong cuốn sách có tựa đề "North Borneo" (1960). Nhiều phim Mỹ khác được thực hiện trong bang, như "Three Came Home" (1950), một phim Hollywood dựa trên hồi ký của Agnes Newton Keith trong sách của bà miêu tả tình hình Chiến tranh thế giới thứ hai tại Sandakan. Keith cũng viết ba cuốn sách khác về bang là "Land Below the Wind", "White Man Returns" và "Beloved Exiles". Trong phiên bản cách tân của Earl Mac Rauch tiểu thuyết "Buckaroo Banzai" (Pocket Books, 1984; tái bản 2001), cũng như phim DVD, kẻ thù của Buckaroo là Hanoi Xan được cho là có căn cứ bí mật tại Sabah, trong một "thành phố di tích các hang động". "Bat*21" (1988) là một phim khác của Hoa Kỳ miêu tả Chiến tranh Việt Nam được quay tại các điểm khác nhau tại các khu ngoại ô phía bắc của Kota Kinabalu, gồm Menggatal, Telipok, Kayu Madang và Lapasan. Tác gia người Anh Redmond O'Hanlon cũng viết một cuốn sách có tựa đề "Into the Heart of Borneo" (1984) về đảo Borneo. Trong khi tác gia người Úc Lynette Ramsay Silver viết hai cuốn sách về lịch sử Sabah là "Sandakan – A Conspiracy of Silence" (1998) và "Blood Brothers – Sabah and Australia 1942–1945" (2010). Đầu năm 2016, một "Hồ sơ danh dự" lưu danh 2.479 binh sĩ Anh và Úc thiệt mạng tại Sabah trong Chiến tranh thế giới thứ hai được một cựu chiến binh Anh trình cho chính quyền Sabah, hồ sơ liệt kê lý lịch mỗi tù binh chiến tranh trên Hành trình Chết chóc Sandakan.
Sau khi điện ảnh Malaysia khởi đầu trong thập niên 1970 cùng với việc hình thành Sabah Film Production, một số phim địa phương được sản xuất và quay tại bang bằng vốn nhà nước, trong số đó có "Keluarga Si Comat" (1975) và "Hapuslah Air Matamu" (1976) (sản xuất với cộng tác của Indonesian Film Production). Abu Bakar Ellah (quần chúng gọi là Ampal) sau đó trở thành nghệ sĩ hàng đầu của điện ảnh hài kịch Sabah với phim có tựa đề "Orang Kita". Ngày nay, các phim truyền hình và phim tài liệu do bang sản xuất thường được phát sóng trên TVi, TV1 hay TV2 trong khi âm nhạc của bang được phát trên sóng phát thanh thông qua Bayu FM, Kupi-Kupi FM, Sabah FM và Sabah vFM. Sabah được mô tả trong chương trình thực tế nổi tiếng của Anh "Survivor: Borneo" và chương trình "Eco-Challenge Borneo" của Hoa Kỳ vào năm 2000. Năm 2001, bang được mô tả trong một phim tài liệu của Philippines mang tựa đề "Sabah: Ang Bagong Amerika?" của Vicky Morales về chuyện những di dân Philippines từ Quần đảo Sulu chạy trốn đói nghèo tại Philippines bằng cách đến Sabah bất hợp pháp. Năm 2003, bang được mô tả trong "The Amazing Race" lần đầu tiên cũng như trong phim truyền hình Hồng Kông 2009 "Phú quý môn". Bang cũng được mô tả trong phim tài liệu Hoa Kỳ năm 2014 tựa đề "Sacred Planet" và trong phiên bản mới của "The Amazing Race" cũng như trong một chương trình thực tế của Hàn Quốc mang tên "Luật Rừng", đều trong năm 2014.

### Ngày lễ
Người Sabah cử hành một số ngày lễ trong năm. Bên cạnh các ngày lễ cấp quốc gia là Ngày Độc lập và ngày Malaysia cùng ngày sinh nhật thống đốc bang, Sabah bắt đầu kỷ niệm ngày Tự quản Sabah vào 31 tháng 8. Mỗi dân tộc lại kỷ niệm các lễ hội, và văn hóa nhà mở (rumah terbuka) với thành viên từ các dân tộc và tôn giáo khác là một chuẩn mực, đặc biệt là hôn nhân liên dân tộc. Sabah là bang duy nhất tại Malaysia tuyên bố Kaamatan là một ngày nghỉ công cộng. Sabah và Sarawak là hai bang tại Malaysia tuyên bố Thứ sáu Tuần Thánh là một ngày nghỉ công cộng. Có ít nhất tám lễ hội được tổ chức thường niên tại Sabah như Lễ hội Chim Borneo, Lễ hội Điện ảnh Sinh thái Borneo, Lễ hội Ẩm thực Kota Kinabalu, Lễ hội Jazz Kota Kinabalu, Lễ hội Thuyền rồng Sabah, Lễ hội Sabah, Lễ hội Văn hóa dân gian Quốc tế Sabah và Lễ hội Âm nhạc Hoàng hôn Sabah.

### Thể thao

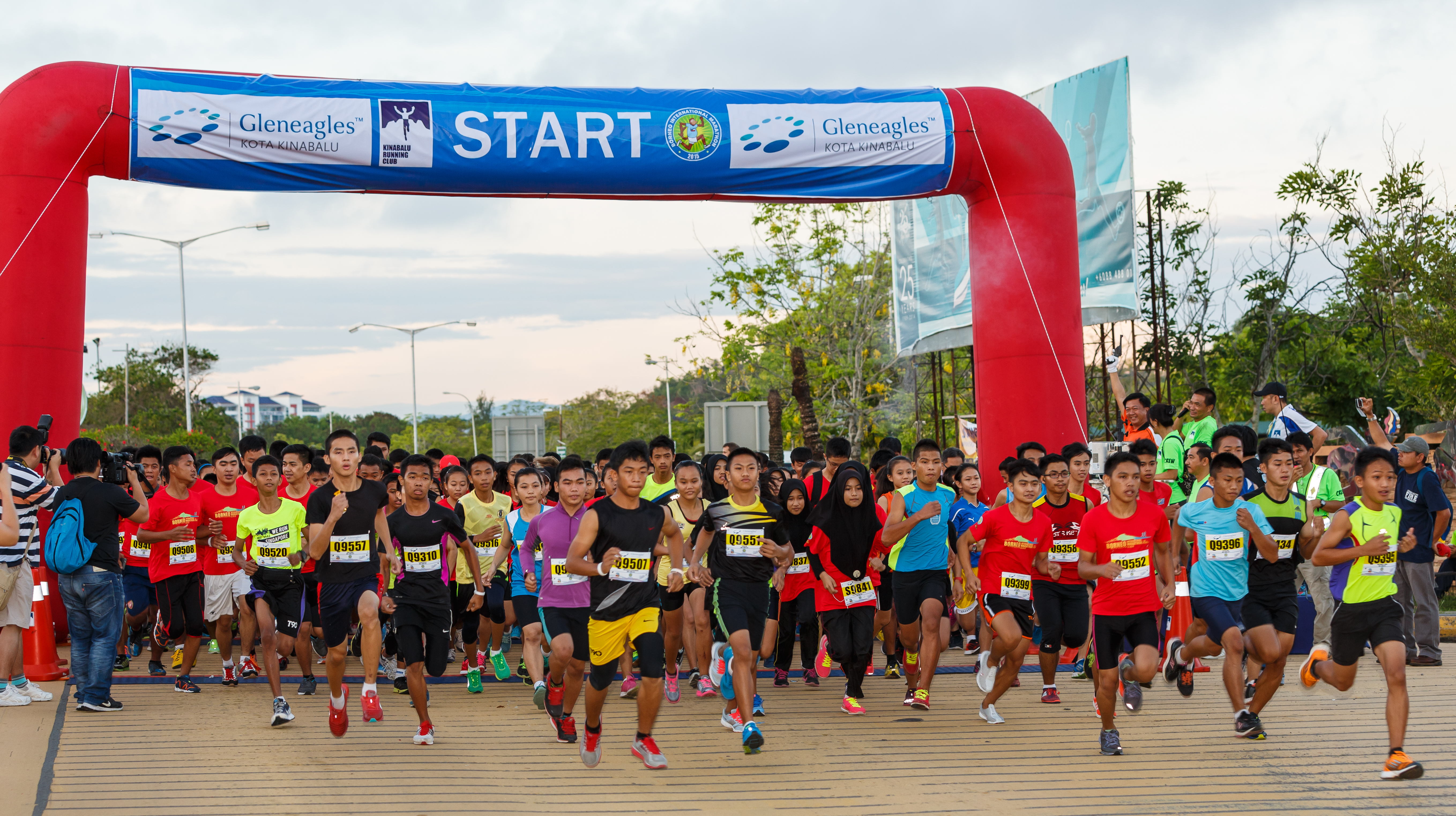
Giải marathon quốc tế Borneo năm 2015.

Bắc Borneo cử đội tuyển riêng tham gia Thế vận hội Mùa hè 1956, Đại hội Thể thao Đế quốc Anh và Thịnh vượng chung Anh 1958 và 1962, cũng như Á vận hội 1962 trước khi các vận động viên địa phương bắt đầu đại diện cho Malaysia sau năm 1963. Nhằm sản sinh thêm nhiều vận động viên và nhằm cải thiện và nâng cao trình độ thể thao trong bang sau khi trở thành một phần của Malaysia, Hội đồng Thể thao Bang Sabah được thành lập vào năm 1972. Ngoài ra, Ban Thể thao và Văn hóa Sabah được thành lập vào tháng 9 năm 1976 song bị đình chỉ vào tháng 12 năm 1978 trong hơn hai năm. Ngày 31 tháng 12 năm 1996, ban này được phân chia thành Cơ quan Thể thao Sabah và Ban Văn hóa Sabah cùng một ban mới được thành lập là Ban Thể thao Sabah. Sabah đăng cai Đại hội Thể thao toàn quốc Malaysia SUKMA vào năm 2002. Bang cũng cử đội tuyển đại diện cho Malaysia tại Đại hội Thể thao Đông Nam Á. Ngoài tập trung vào các môn thể thao chính, Sabah cũng có 11 môn thể thao truyền thống.
Sabah có 12 tổ hợp thể thao với ba sân vận động lớn. Sân vận động Likas là sân vận động chính của Câu lạc bộ bóng đá Sabah, tiếp đến là Sân vận động Penampang và Sân vận động Tawau. Câu lạc bộ bóng đá Sabah được thành lập vào năm 1963, từng đạt danh hiệu trong Giải Liên đoàn bóng đá Malaysia năm 1995, Giải Ngoại hạng Malaysia năm 1996 và 14 danh hiệu tại Giải Borneo trước đây. Câu lạc bộ khôi phục tình trạng tư hữu vào năm 1996, sau một thời gian dài do chính phủ bang giám sát. Tuy nhiên sau tranh luận giữa câu lạc bộ và Ban Thể thao Sabah, Câu lạc bộ bóng đá Sabah bị hội đồng thể thao của bang đình chỉ vào ngày 15 tháng 1 năm 1998 và quyền quản lý được giao cho Bộ Thanh niên và Thể thao Malaysia. Động thái này được nhận định là vi phạm các quy tắc của FIFA rằng không được có can thiệp của chính phủ đối với tổ chức bóng đá.